# Kreuzbau (Hamburg)
| _ Treppenhaus  | _ Vorraum / Garderobe   |
| _ Klassenräume | _ WC / Waschräume       |
| _ Gruppenräume | _ Fluchtwege / -treppen |

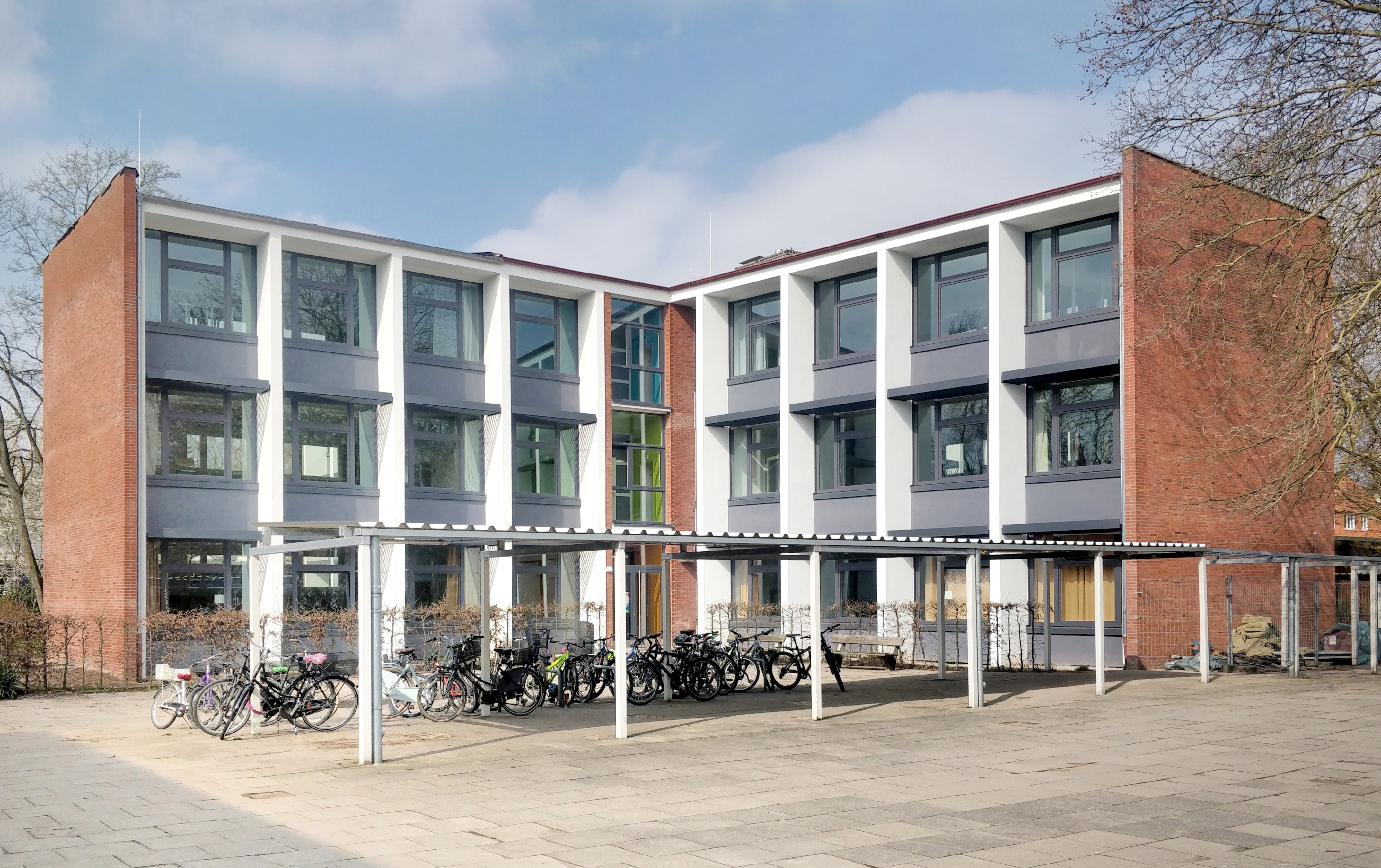
Sanierter Kreuzbau am Corvey-Gymnasium, Südostseite mit zwei Hauptfensterwänden

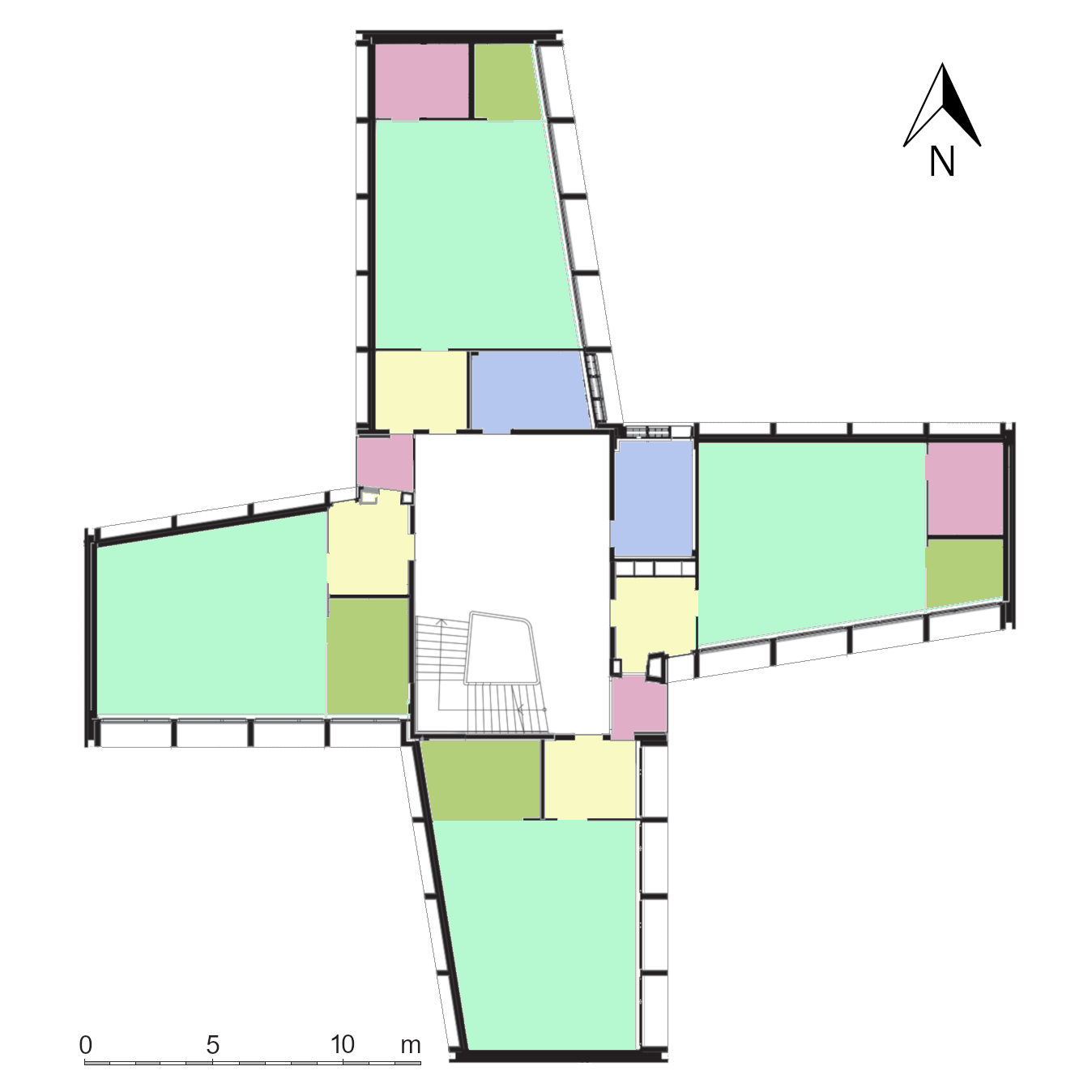
Schematischer Grundriss mit Nutzungsart:

Der Kreuzbau (auch Klassenkreuz) ist ein Typenbau für Schulgebäude in Hamburg. Zwischen 1957 und 1963 wurden dort an gut 60 Standorten staatlicher Schulen Kreuzbauten errichtet. Sie haben vier Flügel auf kreuzförmigem Grundriss, woraus sich der Name ableitet. Der Kreuzbau hat drei Geschosse und ein Flachdach. Jedes Stockwerk zählt vier Klassenzimmer und zugehörige kleine Gruppenräume, womit der Kreuzbau Platz für zwölf Schulklassen bietet. Die Klassenzimmer werden durch ein zentrales Treppenhaus direkt erschlossen – ohne Korridor und nach Art des Schustertyps. Der Entwurf für den Kreuzbau stammte vom Hamburger Baudirektor Paul Seitz. Hauptvorteil dieses Typenbaus war die schnelle Montage, nachteilig ist aus heutiger Sicht die mangelnde Wärmedämmung. Mehr als 80 % der in Hamburg aufgestellten Kreuzbauten stehen noch und dienen meist Grundschulen als Klassenhaus.

## Geschichte

### Vorgeschichte
Nach Ende des Zweiten Weltkriegs waren von den ehemals 463 Schulgebäuden Hamburgs knapp die Hälfte nicht mehr nutzbar: 21 % der Schulen waren zerstört und 26 % so schwer beschädigt, dass sie kaum mehr benutzbar waren. Von 1945 bis 1947 verdoppelte sich in Hamburg die Zahl der Schüler von 95.000 auf 186.000. Die Gründe für diesen Anstieg lagen in der Rückkehr von Familien aus der 1943 erfolgten Evakuierung nach dem „Feuersturm“ einschließlich der aus der „Kinderlandverschickung“ zurückkommenden Schüler. Verstärkend wirkte die Ansiedlung von Vertriebenen aus den deutschen Ostgebieten und Flüchtlingen aus der Sowjetischen Besatzungszone. Der Schulbau war bis 1948 auf das notdürftige Ausbessern von Schäden und die Nutzung von Baracken und anderen Provisorien beschränkt. Der Raumnot konnte nur durch „Schichtunterricht“ begegnet werden.
Diese Situation erzeugte erheblichen öffentlichen Druck, da die Erwerbstätigkeit der Eltern durch versetzten Schichtunterricht mehrerer Kinder stark behindert wurde. In der Hamburger Landespolitik war die Raumnot an Schulen neben dem Wohnungsmangel das Reizthema schlechthin und trug mit zum Verlust der Mehrheit der SPD bei den Hamburger Wahlen von 1953 bei, obwohl Spitzenkandidat Max Brauer im Wahlprogramm „Ein blühendes Hamburg“ die Fertigstellung einer neuen Schule pro Monat versprach. Sieger der Wahlen von 1953 war der bürgerliche Hamburg-Block, der das Thema der fehlenden Schulhäuser nutzte, die von der SPD vorangetriebene Schulreform zu stoppen. Das änderte aber nichts an der dringenden Aufgabe, die Geschwindigkeit des Schulbaus zu vervielfachen. Gleichzeitig waren die Mittel der Stadt aber begrenzt – es gab in Wohnungsbau und Industrieansiedlung genug andere, teure Aufgaben.
1952 wurde Paul Seitz in Hamburg zum Ersten Baudirektor und Leiter des Hochbauamtes berufen, damit auch zum Stellvertreter des Oberbaudirektors der Baubehörde in Hamburg, Werner Hebebrand. Diese Ämter hatte Seitz bis 1963 inne, als er Hamburg für eine Professur an der Berliner Kunsthochschule verließ. Seitz entwarf in seiner zehnjährigen Amtszeit hauptsächlich Schulen, Hochschulgebäude und andere öffentliche Bauten. Für Schulen setzte er ganz auf Serienentwürfe, die nach dem Baukastenprinzip eingesetzt wurden. Damit verfolgte er zwei Konzepte: die „Schule im Grünen“ und die „wachsende Schule“.
Die „Schule im Grünen“ sollte reformpädagogische Vorstellungen von der Rückkehr zur Natur verwirklichen, indem kleinere Schulbauten mit maximal zwei Geschossen auf großzügig dimensionierten Schulgeländen im Grünen aufgestellt wurden, idealerweise mit direktem Zugang zum Garten vom Klassenzimmer aus. Diese Bauart hob sich bewusst von den imposanten „Schulkasernen“ der wilhelminischen Zeit ab und sollte transparent und leicht wirken. Die Abmessungen dieser Bauten sollten ein menschliches Maß besitzen, ein bewusster Gegensatz zu den alten Schulgebäuden, in denen eine „ganze Generation auf rassenideologische und militaristische Werte gedrillt“ wurde. Zwar stand der Schulbau nicht im Mittelpunkt der Architektur im Nationalsozialismus, denn zwischen 1933 und 1945 wurden kaum Schulen neu geplant und fertiggestellt. Jedoch sollten die neuen Schulbauten auch eine Abkehr von den Sekundärtugenden ausdrücken, welche NS-Staat und Weltkrieg ermöglicht hatten.
Die „wachsende Schule“ sollte schnell zur Verfügung stehen und dann mit den Bedürfnissen der Schule mitwachsen. Anfänglich war nach diesem Konzept auch die leichte Versetzbarkeit von Schulgebäuden gefordert, einher ging der Verzicht auf aufwendige Fundamente und Unterkellerung. Nach diesem Konzept entstand in Hamburg die erste Serie von Pavillon-Schulen; ein seinerzeit viel beachteter Prototyp für diese Bauart ist die denkmalgeschützte Schule Mendelssohnstraße in Bahrenfeld. Der dabei entwickelte Serienbau war der Pavillon-Typ A, aus Leichtbaumaterialien gefertigt von Polensky & Zöllner. Bis 1961 wurden 459 neue Klassenräume von diesem Typ aufgestellt.

### Entwurfsphase

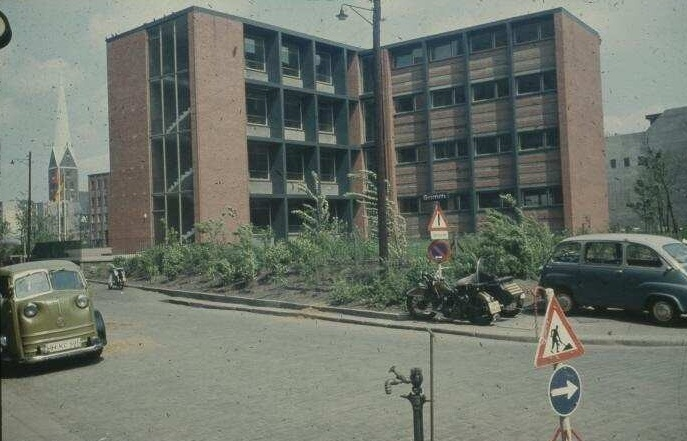
Prototyp des Kreuzbaus: Schule bei der Katharinenkirche

Die Entwurfsaufgabe für Seitz und seine Arbeitsgruppe im Hochbauamt war klar: Wie konnte man trotz Fachkräftemangel und Budgetbeschränkungen den Schulneubau in Hamburg drastisch beschleunigen, ohne die Ideale der „Schule im Grünen“ aufzugeben? Wie könnte ein Serien-Entwurf aussehen, der auch auf kleineren oder verdichteten Schulgrundstücken funktioniert? Und wie müsste dieser Serien-Entwurf gestaltet sein, um als Nukleus einer „wachsenden Schule“ alle Funktionen einer Schule schon im ersten Bauabschnitt autark abzubilden? Die Antwort auf diese Fragen war der Kreuzbau.
Der Fachkräftemängel in der Bauwirtschaft war ein wesentliches Hindernis für die Beschleunigung des Schulbauprogramms. Konventionelle Bauten brauchten ausgebildete Maurer, Poliere, Gerüstbauer und Dachdecker. Der öffentliche Schulbau konkurrierte um diese Fachkräfte mit dem Wohnungsbau und der Privatwirtschaft. Durch den Einsatz von Betonfertigteilen sank auf der Baustelle der Bedarf an solchen Fachleuten, während die schnelle Montagezeit von 15 Tagen das Weiterziehen der Montagekolonne ermöglichte, wonach der Ausbau weiterlief. Der genormte Schulbau reduzierte den Fachkräftebedarf in der Rohbau-Phase auf speziell eingewiesene Monteure – die Bauzeit wurde schon durch das Montagesystem „Pavillon A“ auf ein Fünftel gesenkt.
Die Pavillon-Schulen waren billig und schnell herzustellen, aber sie hatten meist nur ein, maximal zwei Geschosse, und einen entsprechend hohen Flächenverbrauch. Dies erforderte bei einer Volksschule mit der damals üblichen Klassenfrequenz eine Grundstücksgröße von mindestens 24.000 m². Das war in den geplanten Neubaugebieten in den Erweiterungsgebieten Hamburgs (z. B. Rahlstedt und Bramfeld) noch möglich, aber in Verdichtungsgebieten wie Wilhelmsburg und Wandsbek oder zum Ersatz von kriegszerstörten Schulbauten in Innenstadtnähe wie in Horn und Hamm standen diese Grundstücksgrößen nicht zur Verfügung. Zudem zeigte sich, dass der Zuzug und die Geburtszahlen in den Neubaugebieten höher als erwartet waren, so dass die bereits konzipierten Schulen höhere Schülerzahlen aufnehmen mussten. Ein Klassenhaus von mehr als zwei Geschossen mit gutem Verhältnis von Nutz- zu Verkehrsfläche war unabdingbar, um die notwendige Flächeneffizienz zu erreichen.
Als Antwort auf die Entwurfsaufgabe entwickelte Seitz ab 1955 den Kreuzbau. Die Anordnung in drei Stockwerken nutzte den Grund besser als ein eingeschossiger Pavillon. Dazu kam durch die direkte Erschließung der Klassenräume aus dem Treppenhaus ein sehr günstiges Verhältnis von 80 % Nutzfläche zu 20 % Verkehrsfläche. Die untersten Jahrgänge einer Schule sollten jedoch weiterhin in ebenerdig zugänglichen Pavillons untergebracht werden. Der Entwurf setzte in großem Stil auf Betonfertigteile und legte großen Wert auf schnelle Montierbarkeit. Durch den kleinen Heizungskeller mit Ölfeuerung war die sofortige Aufnahme des Schulbetriebs auch im Winter möglich, unabhängig vom Fortschritt in weiteren Bauabschnitten.
1955/56 wurde ein Vorserientyp des Klassenkreuzes für die Schule bei der Katharinenkirche gebaut. Dieser Prototyp wies im Unterschied zur Serienproduktion vier Geschosse auf, weil das Grundstück am Katharinenkirchhof nur 7.000 m² groß war und somit Platz für die Aufstellung weiterer Schulbauten fehlte. Die Schule bei der Katharinenkirche stand zwar unter Denkmalschutz, wurde aber 2011 trotzdem zugunsten des neu zu bauenden „Katharinenquartiers“ abgerissen.

### Bauphase
| _ 1. Kreuzbau                                    |
| _ 2. Pavillons                                   |
| _ 3. Verwaltung, Hausmeisterwohnung, Pausenhalle |
| _ 4. Fachtrakt, Sporthalle, Gymnastikhalle, Aula |

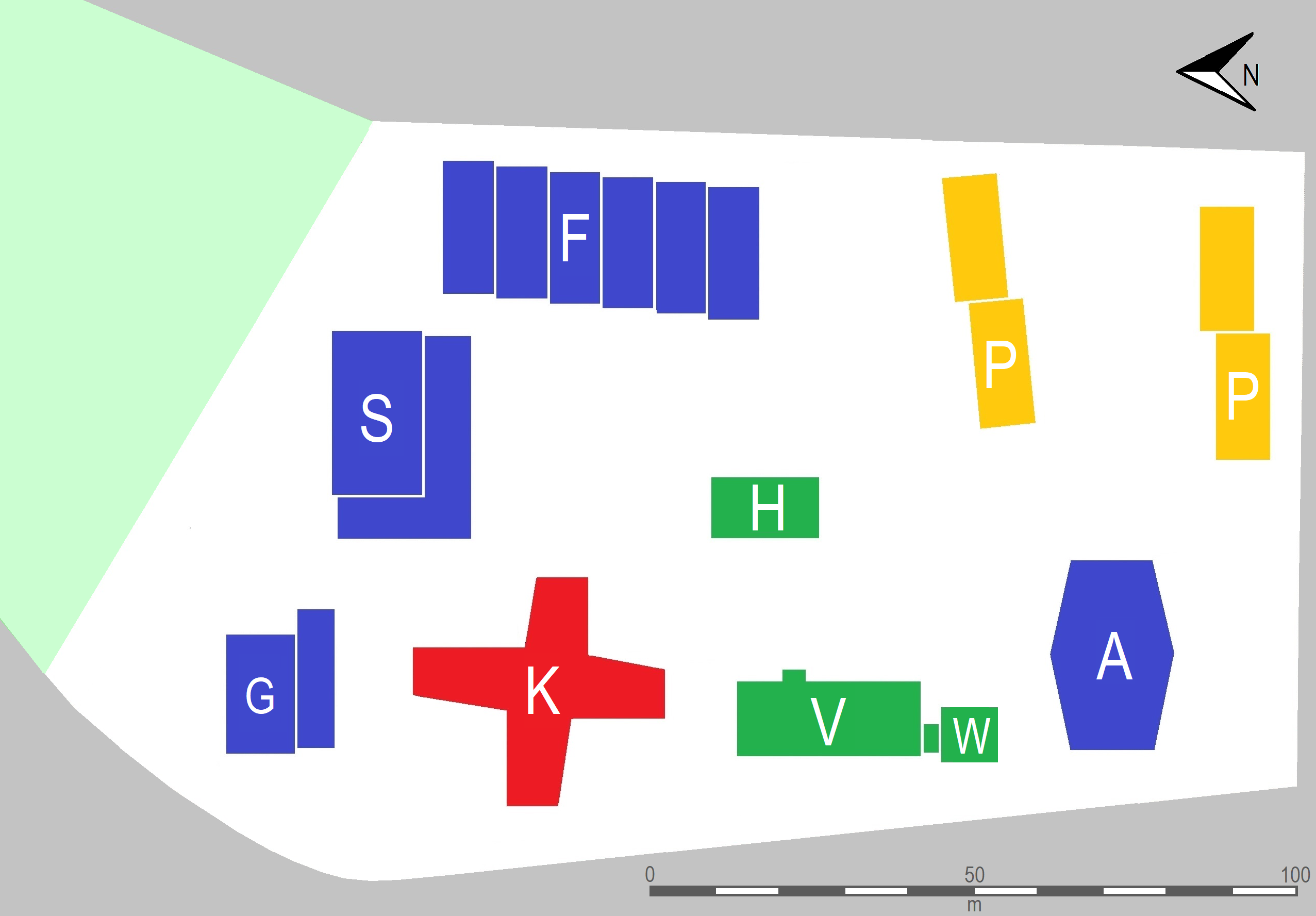
Schema der „wachsenden Schule“ mit Bauabschnitten:

Das Klassenkreuz sollte von nun an als Kernstück und erster Bauabschnitt der „wachsenden Schule“ dienen. Nach Aufstellung konnte der Unterricht im Kreuzbau sofort beginnen, während ringsum weitere Schulgebäude hinzukamen. Idealtypisch war folgende Reihenfolge:
- Erster Bauabschnitt: Klassenkreuz
- Zweiter Bauabschnitt: Klassenräume mit Differenzierungsräumen in Pavillons
- Dritter Bauabschnitt: Verwaltungsräume, Hausmeisterwohnung, Gemeinschaftsraum / Pausenhalle
- Vierter Bauabschnitt: Fachklassentrakt, Turnhalle (Seitzhalle), kleinere Gymnastikhalle, Aula

Das Platzangebot im Klassenkreuz entsprach den Vorgaben des Raum- und Einrichtungsprogramms für Hamburger Schulen von 1958. Mit der Produktion der Fertigteile für die Kreuzbauten wurde die „Arbeitsgemeinschaft Kreuzschulen“ beauftragt, die aus Polensky & Zöllner sowie der Paul Thiele AG bestand.
Der Prototyp an der Katharinenkirche wurde am 9. August 1957 abgenommen. Noch im August 1957 folgten vier weitere Abnahmen von Kreuzbauten. Nach den Erfahrungen der ersten Zehner-Serie lag die Bauzeit für einen Kreuzbau bei einem halben Jahr, die Hälfte eines „normalen“ Schulbaus. Die geplanten Kosten lägen bei 670.000 Mark pro Kreuzbau. Ende August 1957 verkündete Oberschulrat Dressel, dass mit der neuen Baumethode die Schulraumnot in Hamburg in vier bis fünf Jahren beseitigt sei.
Im Oktober 1961 wurde an der Corveystraße das Richtfest für den 50. Kreuzbau gefeiert. Am 21. Oktober 1963 wurde am Krohnstieg der letzte Kreuzbau abgenommen. In gut sechs Jahren war der Typ in Hamburg 67-mal gebaut worden, es entstanden 796 Klassenzimmer. Kreuzbauten wurden auch außerhalb Hamburgs aufgestellt, so in abgewandelter Form in der 1961–1964 erbauten Gottfried-Röhl-Grundschule in Berlin. In Freiburg i. Br. wurden bis 1976 an Schulstandorten in Neubausiedlungen westlich des Stadtzentrums neun Kreuzbauten nach Hamburger Entwurf gebaut.
Ab Anfang der 1960er kam der Schulbau in Hamburg nicht mehr mit dem Tempo der Wohnungsneubauten mit. In Bramfeld wurde 1961 in der neuentstandenen Hegholt-Siedlung der Schichtunterricht wieder eingeführt, und 1965 verkündete der in der Schulbehörde für Schulbau zuständige Oberschulrat Wilhelm Dressel öffentlich, dass man „den Wettlauf mit den Neubauwohnungen verloren“ habe. Als Notlösung müsse man in den Außenbezirken „Klassenräume und nochmals Klassenräume“ errichten, der Bau von Turnhallen, Pausenhallen, Fachräumen und Aula-Gebäuden wurde vertagt.
Während der Schulneubau in absoluten Zahlen in der ganzen Stadt voranging, geriet das Konzept der „wachsenden Schule“ an den einzelnen Schulstandorten ins Stocken, bzw. führte ab Mitte der 1960er Jahre zu Zuwachs nur bei Klassenhäusern der neueren Serien „Typ-65“, „Wabenbau“ und „Typ-68“ („Doppel-H“). Turnhallen wurden an manchen Standorten erst zehn Jahre nach Schuleröffnung gebaut, Aula-Gebäude nur selten. Der Bedarf an Fachräumen konzentrierte sich nach Abschaffung der Volksschule 1964 an den weiterführenden Schulen, viele der Kreuzbau-Schulstandorte der frühen 1960er sind heute Grundschulen.
Über die verschiedenen Typbauten hinweg war das im Hamburger Schulbau betriebene Montagebauprogramm im Vergleich zu anderen westdeutschen Großstädten „vom Umfang her einzigartig“. Nirgendwo sonst in der Bundesrepublik setzte man zwischen 1950 und 1980 bei Neubauschulen so stark auf Montage- und Typbauten wie in Hamburg, einhergehend mit dem weitgehenden Verzicht auf individuelle Entwürfe. Im deutschen Sprachraum wird das anteilsmäßig nur vom Typenschulbau in der DDR übertroffen.

## Beschreibung
| _ Hauptfensterwand |
| _ Nebenfensterwand |

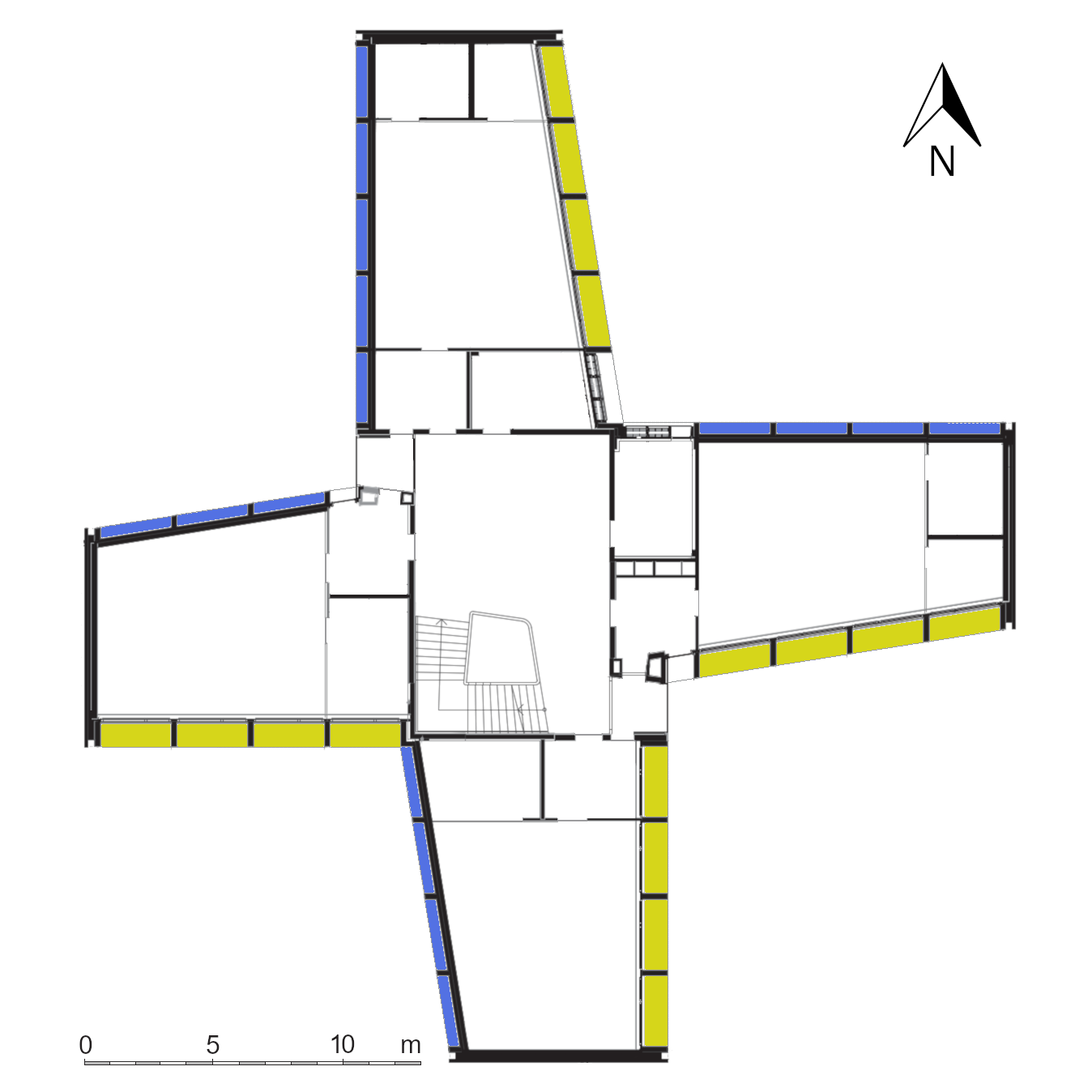
Fensterfronten (Darstellung eingenordet)

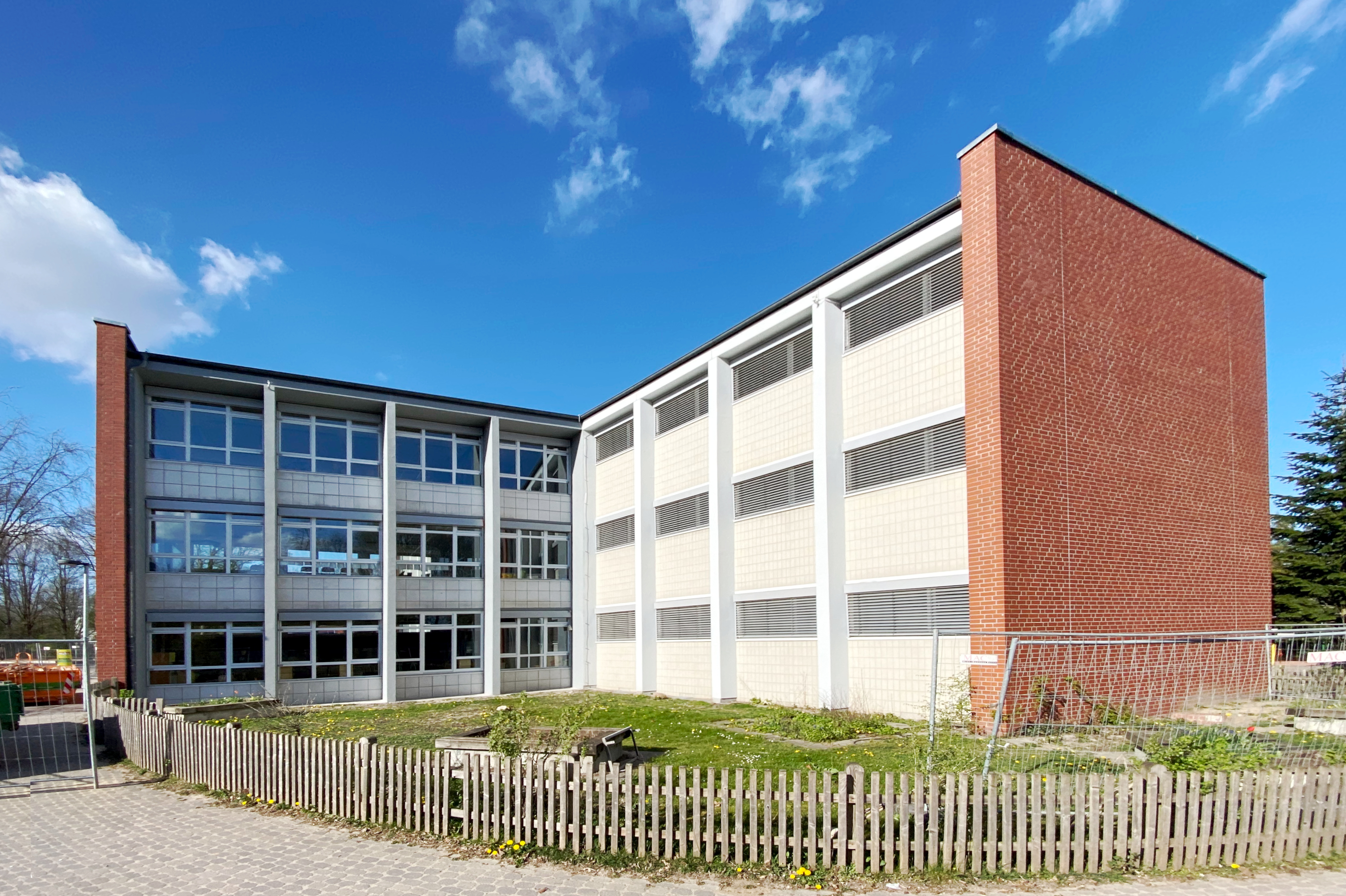
Westflügel mit Hauptfensterwand (links) und Südflügel mit Nebenfensterwand sowie Stirnseite mit Sichtmauerwerk (rechts)

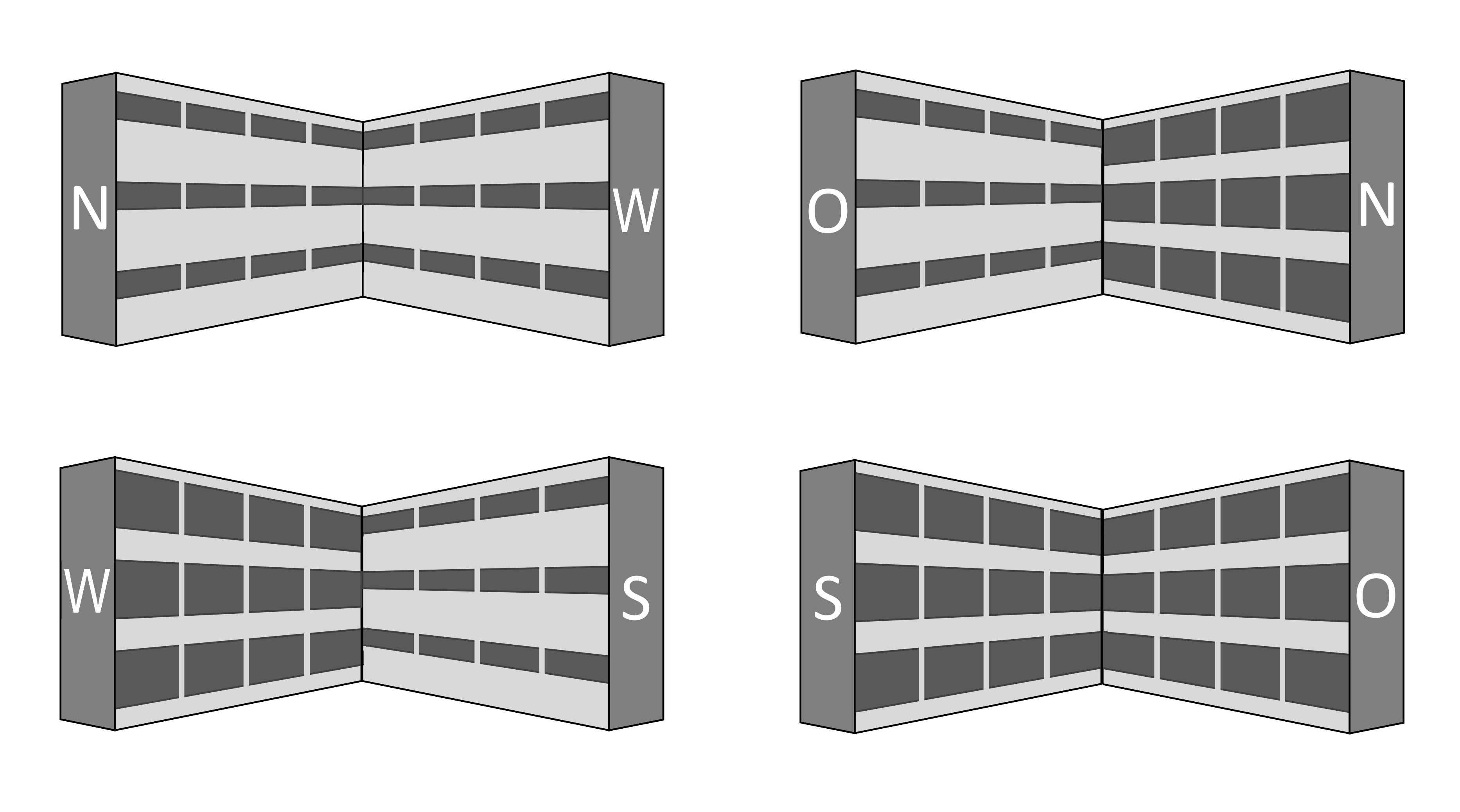
Schema der Fensterwände und Orientierung der Flügel

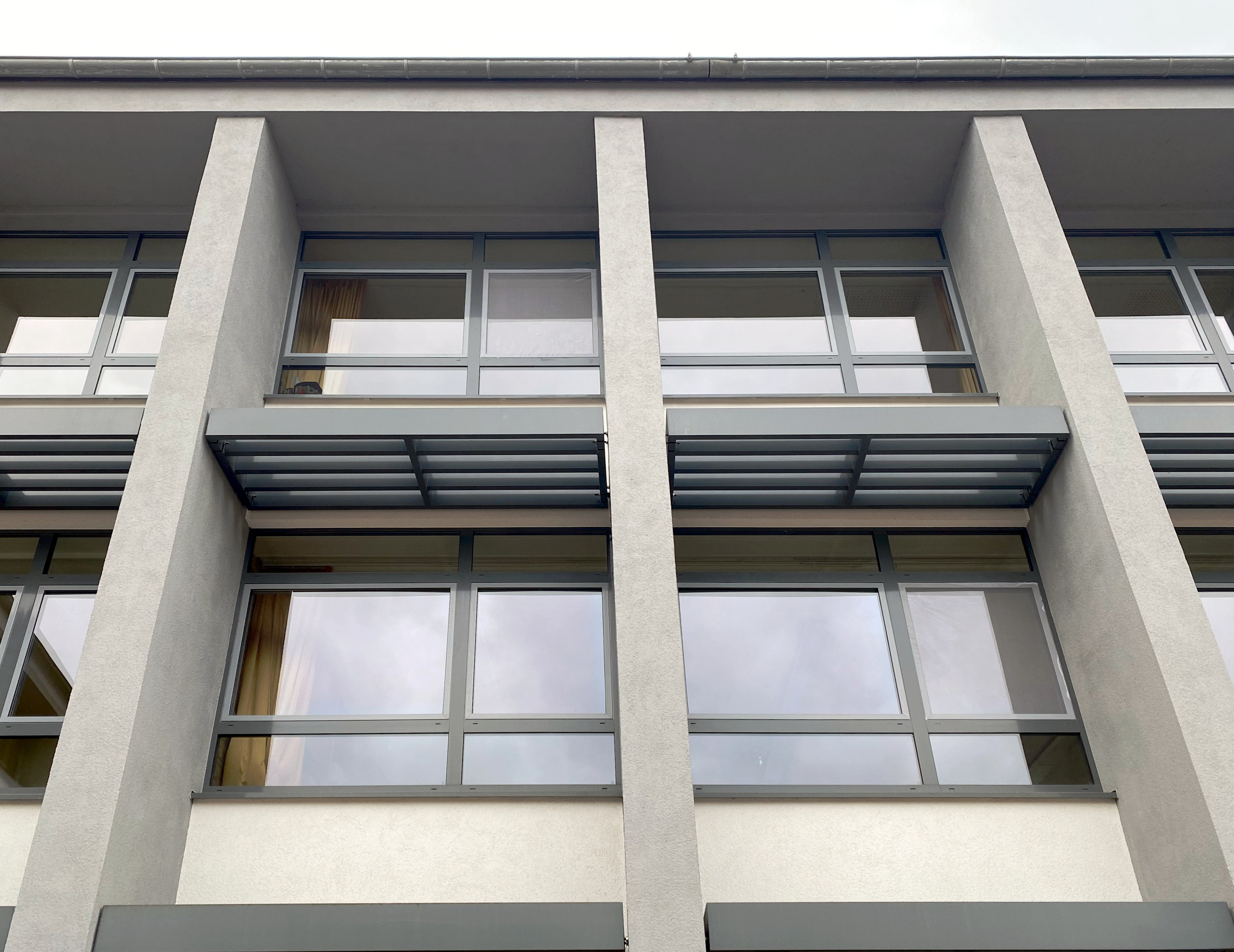
Hauptstützen mit Lamellen zum Sonnenschutz (Thomas-Mann-Straße, saniert)

Der Kreuzbau ist ein dreigeschossiges Gebäude mit kreuzförmigem Grundriss. Je Stockwerk gibt es vier Klassenzimmer, die unter Verzicht auf Korridore durch ein zentrales Treppenhaus erschlossen werden. Vom Treppenhaus erreicht das Schulkind sein Klassenzimmer durch einen kleinen Vorraum, der als Garderobe dient. Jedem Unterrichtsraum ist ein kleinerer Differenzierungsraum zugeordnet, der durch eine Glaswand abgetrennt ist. Die Unterrichtsräume sind zwischen 65 und 68 m² groß, die Differenzierungsräume 8 bis 11 m². Zudem gibt es auf jedem Stockwerk WC-Räume.

### Raumeinteilung
Der Grundriss des Kreuzbaus ist nicht spiegelsymmetrisch. Die Form des Kreuzbau-Grundrisses wird manchmal mit den Flügeln einer Windmühle verglichen, weil die Flächen der Flügel gegenüber dem Drehmittelpunkt seitlich verschoben sind. Jedoch ist der Grundriss des Kreuzbaus im Gegensatz zur Windmühle auch nicht rotationssymmetrisch, weil die Flügel nicht gleich lang sind. Dies ergibt sich daraus, dass die Flügel unterschiedlich stark in den Grundriss des Treppenhauses „hineingeschoben“ sind, weil nur zwei Flügel die WC-Räume und Not-Treppenhäuser aufnehmen und entsprechend länger sind. In der üblichen Aufstellung ragt der Nordflügel mit etwa 17 m am weitesten aus dem Bau hervor, während der kürzeste Flügel mit etwa 12 m entweder der Westflügel (rechts verjüngte Variante) oder der Ostflügel (links verjüngte Variante) ist.
Der Grundriss jedes Klassenraums hat die Form eines rechtwinkligen Trapezes. Bei jedem der vier Flügel geht die eine Seite im rechten Winkel vom Treppenhaus ab, während die andere Seite des Flügels sich zur Stirnseite hin verjüngt. Die sich verjüngende Seite ist bei jedem Flügel dieselbe, bei manchen Kreuzbauten ist es immer die rechte, bei anderen die immer linke Seite. Die vier Stirnseiten sind immer parallel zum Treppenhaus.
Die Tiefe der Klassenräume beträgt bis zu 8 m. Bei einer wirtschaftlichen Raumhöhe erfordert dies eine zweiseitige Belichtung, wodurch auch die Querlüftung ermöglicht wird. Typologisch handelt es sich beim Klassenkreuz somit um einen Schustertyp, da es keine Flure gibt und jeder Klassenraum von zwei Seiten belichtet und belüftet wird. Jedes Klassenzimmer hat eine Hauptfensterwand mit hohen Fenstern und gegenüberliegend eine Nebenfensterwand mit einem lichtstreuend verglasten Fensterband dicht unter der Decke. Die Tafelwand ist immer die Stirnseite des Gebäudes.
Wenn es das jeweilige Grundstück erlaubte, wurde der Kreuzbau immer unter maximaler Nutzung des Sonnenlichtes aufgestellt: Die Hauptfensterwand von Ost- und Westflügel weist nach Süden, während sie bei Nord- und Südflügel nach Osten weist. Somit ergibt sich bei Ansicht zweier Flügel eine charakteristische Abfolge von Haupt- und Nebenfensterwand, aus der sich die Himmelsrichtung des jeweiligen Flügels ergibt.

### Erschließung
Das Konzept der Pavillonschule sieht eine lose, organische Anordnung der Baukörper auf einem großzügigen Grundstück vor, die mittels offener Laubengänge miteinander verbunden sind. Diese Laubengänge wurden in Hamburger Schulen der 1950er und frühen 1960er Jahre regelmäßig eingesetzt. Gestaltet wurden diese Laubengänge als aufgeständerte Flachdächer, die von schmucklosen Rohrgestellen getragen werden. Die Laubengänge haben in Hamburg meist eine lichte Höhe von wenig mehr als zwei Metern und schließen an den Pavillons am oberen Abschluss der Türöffnung an.
Der Kreuzbau hat – von den Notausgängen abgesehen – zwei Eingänge. Diese sind am Punkt der aufeinanderstoßenden Flügel angeordnet, ein Eingang auf der Südostseite und der andere Eingang diagonal gegenüber auf der Nordwestseite. Somit befindet sich ein Eingang zwischen zwei Nebenfensterwänden und der andere Eingang zwischen zwei Hauptfensterwänden. Aufgrund der Höhe der Fenster in Relation zur Höhe der Laubengänge kann nur der Nordwest-Eingang an das Laubengang-System angeschlossen werden, wo die Dachfläche des Laubengangs unter der Unterkante des Nebenfensterbandes geführt werden kann. An den tiefer reichenden Hauptfenstern würde das Dach sonst vor der Fensterfläche verlaufen. Viele Kreuzbauten sind an ihren Standorten gar nicht (mehr) an das Laubengang-System angeschlossen.
Hinter der nicht sonderlich breiten Eingangstür aus Glas führt ein Windfang in das zentrale Treppenhaus. Der Windfang im Erdgeschoss ist im Grundriss an derselben Stelle platziert wie in den beiden Obergeschossen die Flucht-Verbindungsgänge, die dort als separater Fluchtweg dienen. Das Treppenhaus hat eine rechteckige Form, die mit ihrer langen Seite in Richtung der Nord-Süd-Achse ausgerichtet ist. Die eigentliche Treppe befindet sich in der südwestlichen Ecke des Treppenhauses und führt mit zwei rechtwinklig zueinander stehenden Treppenläufen über ein Podest in das nächste Geschoss. Das Treppenauge hat die Form eines Drachenvierecks mit stark abgerundeten Ecken. Zusammen mit den schmalen Metall-Handläufen wirkt diese Gestaltung sehr typisch für die 1950er Jahre. Das Treppenhaus ist innenliegend, besitzt also keine Fenster. Zwar sind sowohl die Eingangstüren im Erdgeschoss wie auch die Flucht-Verbindungsgänge in den Obergeschossen verglast, aber jeweils beidseitig des Windfangs bzw. Gangs. Dadurch tritt nicht übermäßig viel Tageslicht in das Treppenhaus. Im Dach sind zur zusätzlichen Belichtung zwei kreisförmige Oberlichter eingearbeitet.
Das Brandschutzkonzept der Kreuzbauten sieht vor, dass der Hauptfluchtweg durch das Treppenhaus führt, das so die „notwendige Treppe“ bildet. Neben diesem Haupt-Treppenhaus existieren zwei Not-Treppenhäuser, die an den Stirnseiten von Nord- und Westflügel untergebracht sind, und von dort über seitliche Notausgänge ins Freie führen. Jeder Klassenraum besitzt daher einen zweiten Fluchtweg, entweder durch direkten Anschluss an ein Not-Treppenhaus oder durch einen Flucht-Verbindungsgang in ein angrenzendes Klassenzimmer, von wo ein Not-Treppenhaus erreichbar ist. Der Flucht-Verbindungsgang ist rauchdicht vom Haupt-Treppenhaus getrennt. Dieses Konzept entsprach der zur Bauzeit gültigen Baupolizeiverordnung von 1938, was 1957 und 1958 in Beratungen aller zuständigen Fachkommissionen (sogenannte „Theaterkommission“) bestätigt wurde. 1961 erfolgte die baupolizeiliche Zulassung, die 1974 erneut durch das Bauordnungsamt bestätigt wurde. Zuerst wurden Kreuzbauten der Serie „K1 V1“ errichtet. In dieser ersten Serie sind die zwei Nottreppenhäuser an den Stirnflächen von Nord- und Westflügel verglast. Spätere Serien wurden weniger aufwendig ausgeführt, die Nottreppenhäuser sind zwar noch vorhanden, aber nicht mehr von außen sichtbar.

### Inneneinrichtung
2012 gab das Hamburger Denkmalschutzamt eine Untersuchung der Nachkriegsgebäude der Berufsschule Uferstraße in Auftrag, zu denen ein Kreuzbau, ein Acht-Klassentrakt und ein Verwaltungsgebäude zählten. Dieses Ensemble war 1973 zusammen mit den Bauten von Fritz Schumacher unter Denkmalschutz gestellt worden. Dabei wurde folgende Ursprungsgestaltung des Kreuzbaus herausgearbeitet:
Die Innenräume des Kreuzbaus waren an den senkrechten Flächen mit Glaselementen, raumhohen Holzpaneelen und hellgelbem Sichtmauerwerk gestaltet. Diese Flächen waren sowohl vertikal wie horizontal gegliedert. Die Decken der Räume wurden mit rechteckigen Akustikplatten verkleidet, die am Übergang zu den Wandflächen mit einfachen Holz-Zierleisten gerahmt waren. Die vom Treppenhaus abgehenden Türen waren in holzverkleidete Wandflächen eingelassen und mit Sichtholz gestaltet. Die Heizkörper und innere Türen der WCs waren mit einem hellen gelb-roten Farbton angestrichen. Die von den Klassenzimmern abgehenden Türen wurden ebenfalls mit Sichtholz gestaltet und besaßen Glasfüllungen. Die schlank gestaltete Treppe wurde in Sichtbeton ausgeführt, der Handlauf aus Metall. Der Fußboden war mit dunklen, changierenden Bodenplatten ausgelegt.
Die Klassenräume wurden mit mobilen Stühlen und Tischen ausgestattet, was im Gegensatz zu den starren Schulbänken der Vorkriegszeit stand. Fest waren die Räume mit schallschluckender Deckenverkleidung und mit Einbauschränken ausgestattet.
Mehr als die Hälfte der Kreuzbauten wurden mit Kunstwerken ausgestattet, die mit Mitteln des Programms „Kunst am Bau“ der Baubehörde angeschafft wurden. Meist handelte es sich um Wandgemälde oder Reliefs im Treppenhaus. Zu den derart geförderten Hamburger Künstlern gehörten u. a. (Straßennamen von abgerissenen Kreuzbauten (Stand 2020) kursiv): Ulrich Beier (Stephanstraße), Gerhard Brandes (Walddörferstraße), Annette Caspar (Potsdamer Straße), Jens Cords (Schenefelder Landstraße, Fahrenkrön), Hanno Edelmann (An der Berner Au), Arnold Fiedler (Alsterredder), Heinz Glüsing (Beltgens Garten), Erich Hartmann (Vermoor), Helmuth Heinsohn (Wesperloh), Volker Detlef Heydorn (Windmühlenweg), Fritz Husmann (Sanderstraße), Diether Kressel (Brucknerstraße, Humboldtstraße), Nanette Lehmann (Fährstraße), Max Hermann Mahlmann (Heinrich-Helbing-Straße), Maria Pirwitz (Schimmelmannstraße), Ursula Querner (Benzenbergweg), Albert Christoph Reck (Rahlaukamp), Walter Siebelist (An der Berner Au), Herbert Spangenberg (Stockflethweg), Eylert Spars (Francoper Straße, Hanhoopsfeld, Krohnstieg), Hans Sperschneider (Hinsbleek), Hann Trier (Struenseestraße) und Johannes Ufer (Neubergerweg).

### Baukonstruktion und Montage

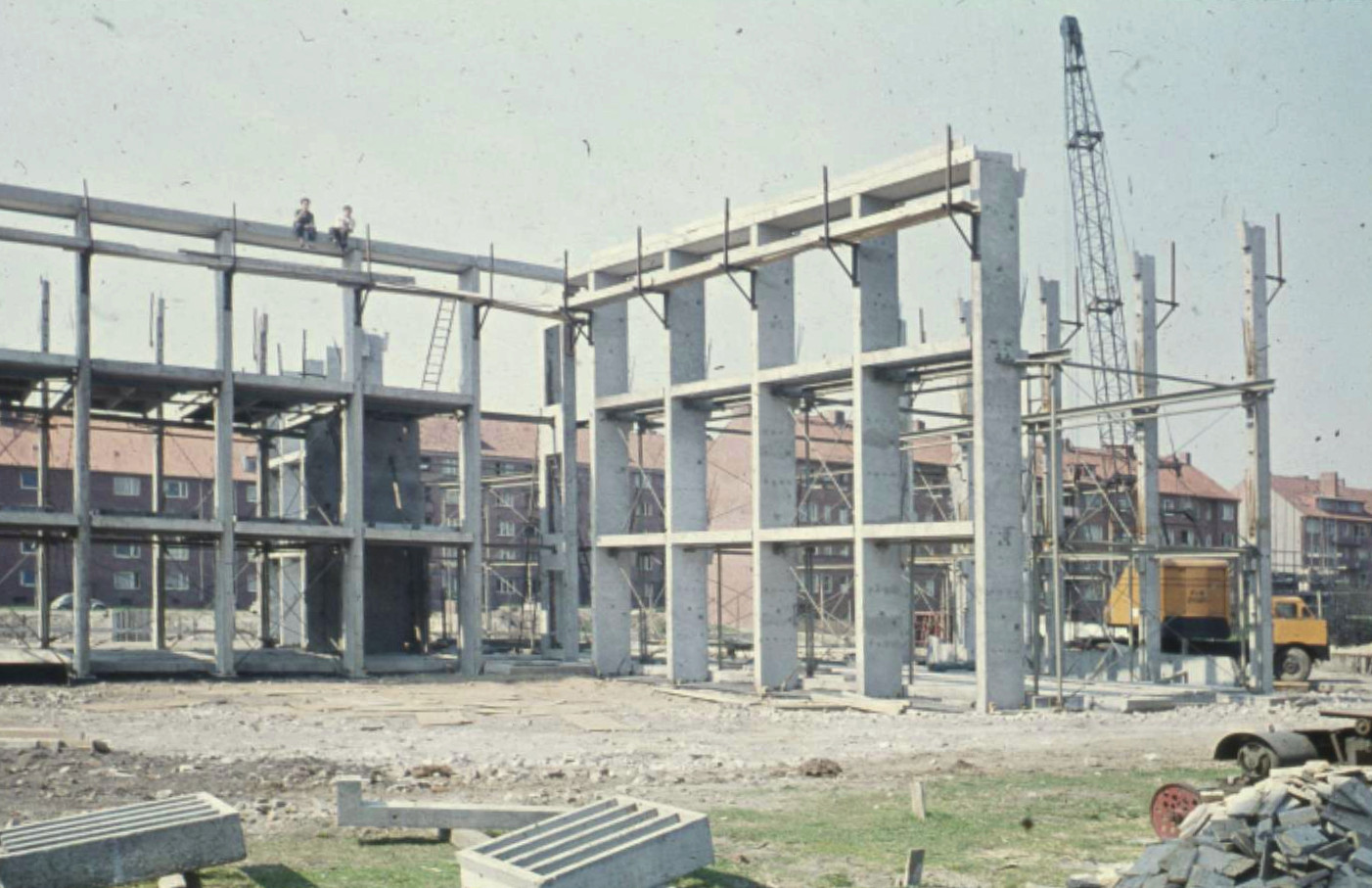
Kreuzbau der Schule Beltgens Garten im Bau (1959/1960), rechts ein Autodrehkran

Konstruktiv ist der Kreuzbau ein Skelettbau aus Betonfertigteilen, der auf einem Fundament ohne Vollunterkellerung errichtet wurde und durch ein Flachdach abgeschlossen wird.
Nach Einrichtung der Baustelle wurden in herkömmlicher Bauweise Keller und Fundament hergestellt: Unter einem der vier Flügel wurde ein Heizungskeller ausgehoben und ausgebaut. Die Decke über dem Keller und der Rest des Fundaments wurden danach in Stahlbeton ausgeführt. Alle weiteren Decken des Kreuzbaus wurden aus 16 cm starken Betonfertigteilen montiert. Alle diese Betonfertigteile wurden mit Spezial-Lkw auf die Baustelle gebracht, wo sie mittels eines einzigen Autodrehkrans an den Montageort gehoben wurden – ein Turmkran war nicht vonnöten.
Die Montage des Kreuzbaus erfolgte mittels eines Hilfsgerüstes, das über zwei Stockwerke reichte. Dieses Gerüst wurde genau ausgerichtet und diente als Lehrgerüst zur vorläufigen Befestigung der Stahlbetonstützen und Wandteile sowie zur Auflagerung der Deckenplatten. Die größten Bauteile waren die 10,7 m langen vertikalen Hauptstützen, die alle drei Geschosse durchlaufen. Die Decken sind als Plattenbalken ausgeführt, wobei zwei bis vier Hauptrippen (Stege) die Last abführen. Aus den Hauptstützen ragen Anschluss-Stähle nach innen, an denen ein Randbalken aus Ortbeton befestigt wird, der die Hauptstützen  mit den Decken verbindet. Nachdem das innere Eckteil montiert war, besaß der Bau genug Stabilität gegen Verwindungen und das Hilfsgerüst wurde entfernt.
15 Tage nach Beginn der Arbeit stand das Betonskelett und konnte mit dem Flachdach versehen werden. Der Bau war somit praktisch witterungsunabhängig, was sich an den Fertigstellungsdaten ablesen lässt, die keine Winterpause kannten. Nach Fertigstellung des Daches erfolgten die Installationsarbeiten und der Trockenbau, während gleichzeitig die Stirnflächen der Flügel aufgemauert wurden.

## Abriss oder Sanierung?
Manche der Serien- und Fertigbauten der Hamburger Hochbaubehörde aus der Nachkriegszeit gelten heute als nicht sanierbar. Dies betrifft besonders die Pavillons vom Typ A, deren Holzrahmen-Wände mit einer Außenhaut aus „Fulgurit“ und einer Innenwand aus „Lignat“ versehen wurden. „Fulgurit“ und „Lignat“ sind Markennamen für brandhemmende Asbestzementplatten. Beginnend 1987 ließ die Stadt Hamburg ihre Schulen auf Asbest untersuchen und teils schließen. Ab 1988 wurden in Hamburg 182 Schulpavillons  wegen Asbestbelastung entsorgt bzw. abgerissen. Ab 1993 war der Einsatz von Asbest bei Neubauten generell verboten. Kreuzbauten sind konstruktiv nicht asbestbelastet, die Frage der Sanierung entschied sich daher primär nach Wirtschaftlichkeit und Raumbedarf.

### Raumbedarf und Bauzustand

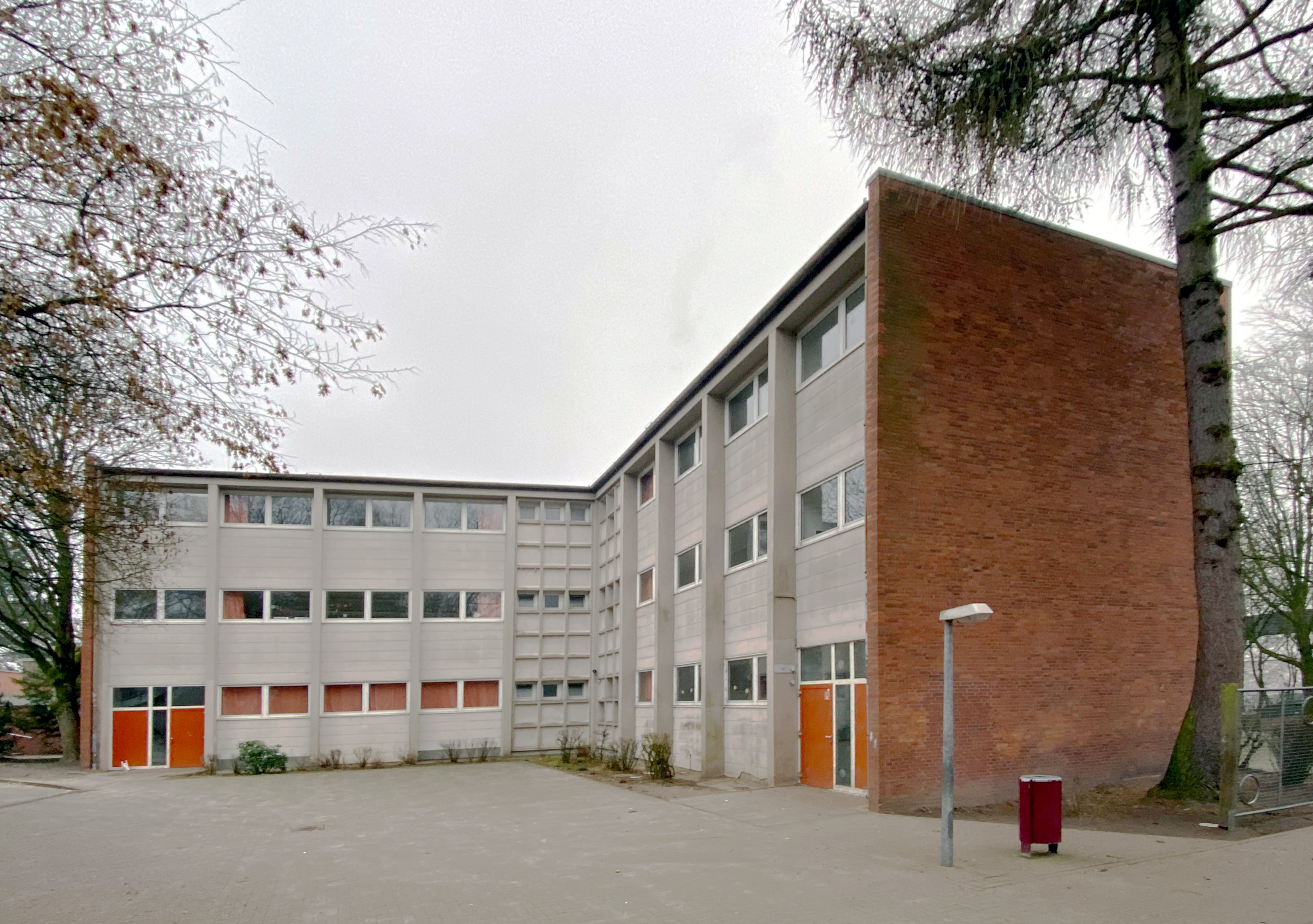
Unsanierter Kreuzbau (Eberhofweg)

Ab 2010 wurde bei den meisten Kreuzbauten die Entscheidung über Sanierung oder Abriss bzw. Ersatzbau dringlich: Die Kreuzbauten waren nun etwa 50 Jahre alt und entsprachen nicht mehr den aktuellen Anforderungen, besonders an die Wärmedämmung. Auch die bei zunehmender Inklusion gehbehinderter Schüler nötige Barrierefreiheit ist in Bestandsbauten nur im Erdgeschoss vorhanden. Unsanierte Kreuzbauten wurden deshalb in der Gebäudeklassifizierung der Hamburger Behörden von 2019 durchgehend mit der Note 4 oder 5 bewertet (1 = Neubau, 2 = Grundsanierung und Erfüllung aller heutigen Standards, 6 = praktisch nicht mehr benutzbar). Durch eine Sanierung wird die Gebäudeklassifizierung (GKL) von 2 angestrebt. Gleichzeitig stiegen die Schülerzahlen in Hamburg seit der Jahrtausendwende stark an. Allein zwischen 2011 und 2020 nahm die Zahl der Schüler insgesamt um 11 % zu, die Zahl der Grundschüler sogar um mehr als 17 %. Allein die Zunahme von 11.600 Grundschülern von 2011 bis 2020 entspricht bei einer maximalen Klassenfrequenz von 23 Schülern mehr als 500 Klassenräumen. Bis zum Jahr 2030 wird eine Schülerzahl von rund 240.000 erwartet, ein weiterer Anstieg um etwa 20 % gegenüber dem Jahr 2020.
Angesichts dieser Entwicklung – Sanierungsbedarf auf der einen, stark wachsender Raumbedarf auf der anderen Seite – musste an den meisten Standorten die Entscheidung zwischen Sanierung oder Abriss mit Ersatzbau fallen. In den meisten Fällen entschied man sich im Landesbetrieb Schulbau Hamburg (SBH) für eine Sanierung. Wenn ein Schulstandort insgesamt aufgegeben oder ein umfassendes Neubaukonzept umgesetzt wurde, wurden hingegen auch die Kreuzbauten abgerissen. In bestehende oder neue Gebäude lassen sich Kreuzbauten nur schwer integrieren, da es an Möglichkeiten für die horizontale Erschließung fehlt. Wenn ein Korridor von einem direkt angrenzenden Gebäude in einen Kreuzbau führen soll, kann das nur über die Stirnfläche eines Flügels geschehen, der damit zur Durchgangsfläche wird und als Klassenraum verloren geht.
Etwa 80 % der Kreuzbauten standen 2020 noch und wurden überwiegend von Grundschulen als Klassenhaus genutzt. Die Mehrzahl der erhaltenen Kreuzbauten ist saniert worden. Einige wenige Kreuzbauten stehen unter Ensembleschutz, sind also denkmalgeschützt. Die Zugänglichkeit für körperbehinderte Kinder ist bisher nur in einem Fall realisiert worden – im Kreuzbau der Schule Hinsbleek wurde im Treppenauge ein Aufzug eingebaut.

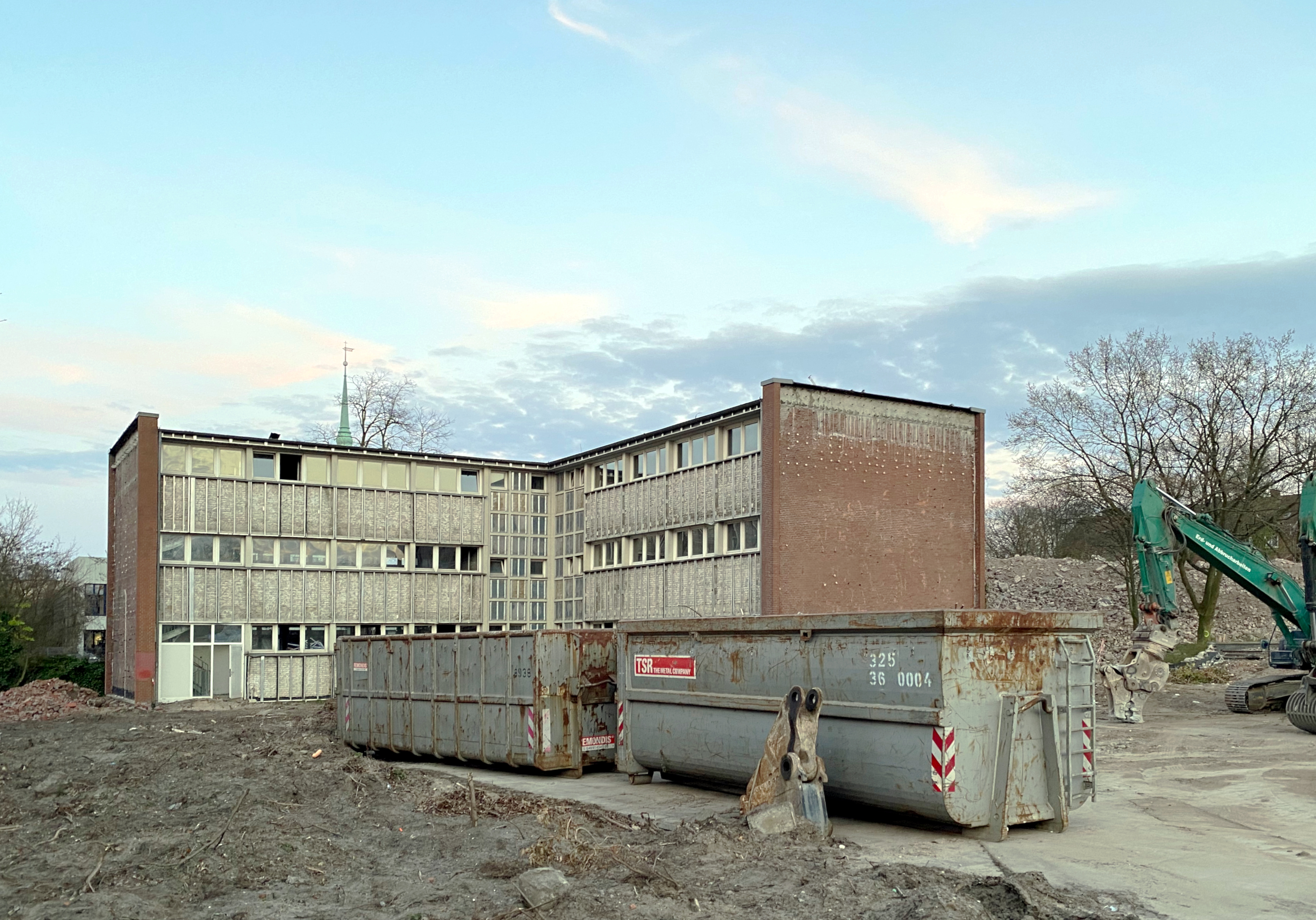
Abriss (Königstraße), Fassadenpaneele und Stirnseiten-Isolierung entfernt
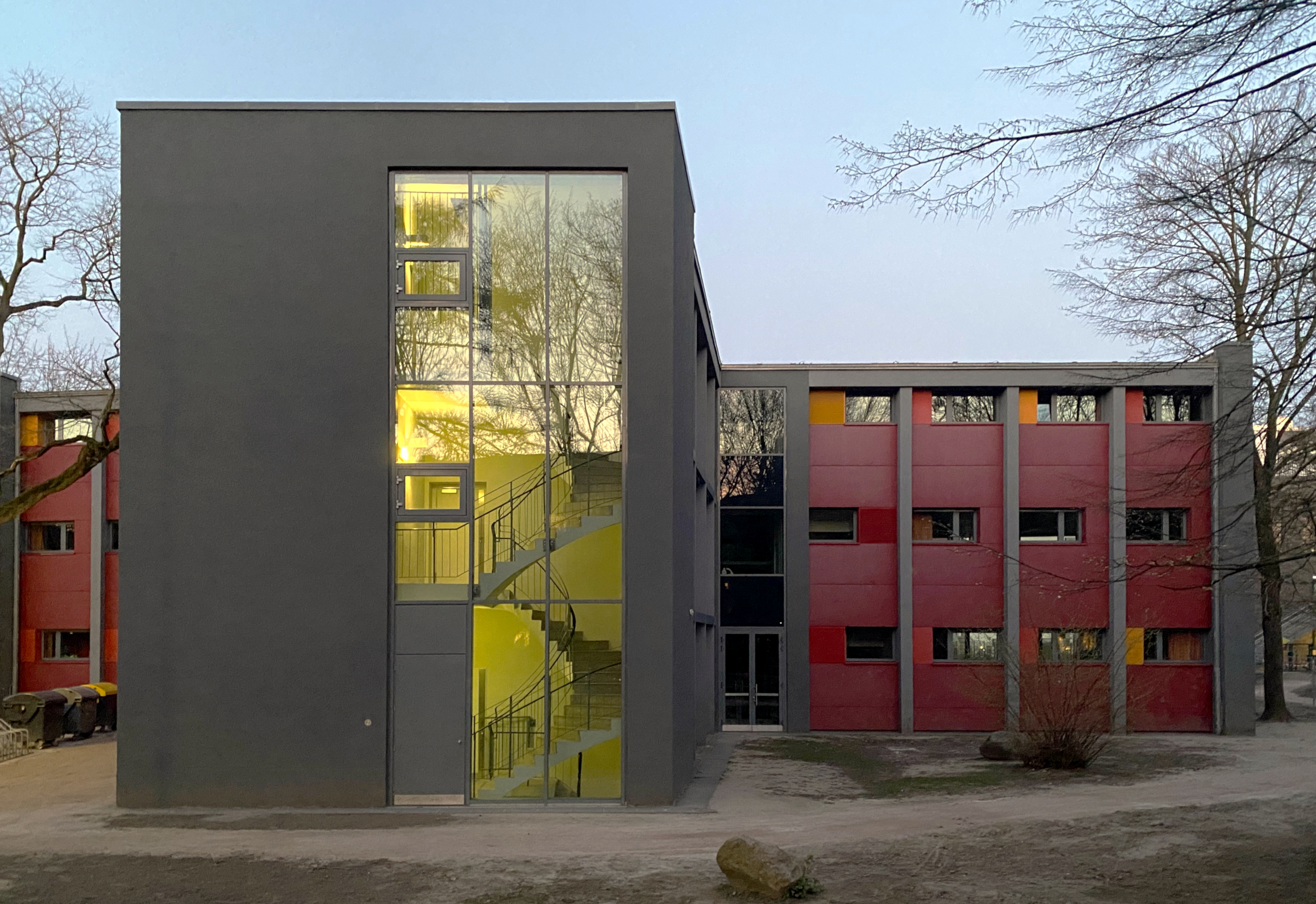
Sanierte Schule mit massiver Wärmedämmung (Hohe Landwehr)
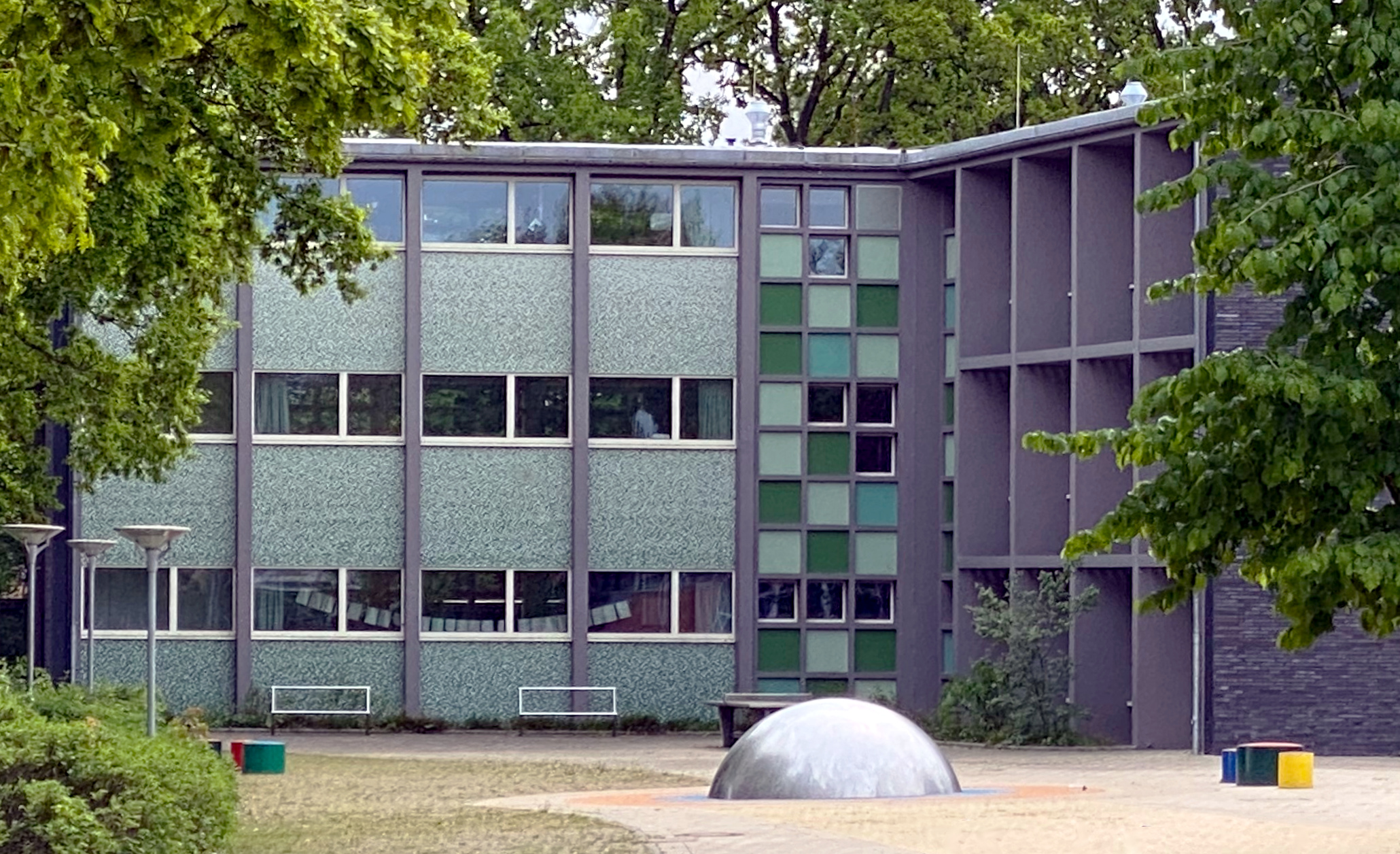
Sanierte Schule in behutsamer Gestaltung (Schierenberg)
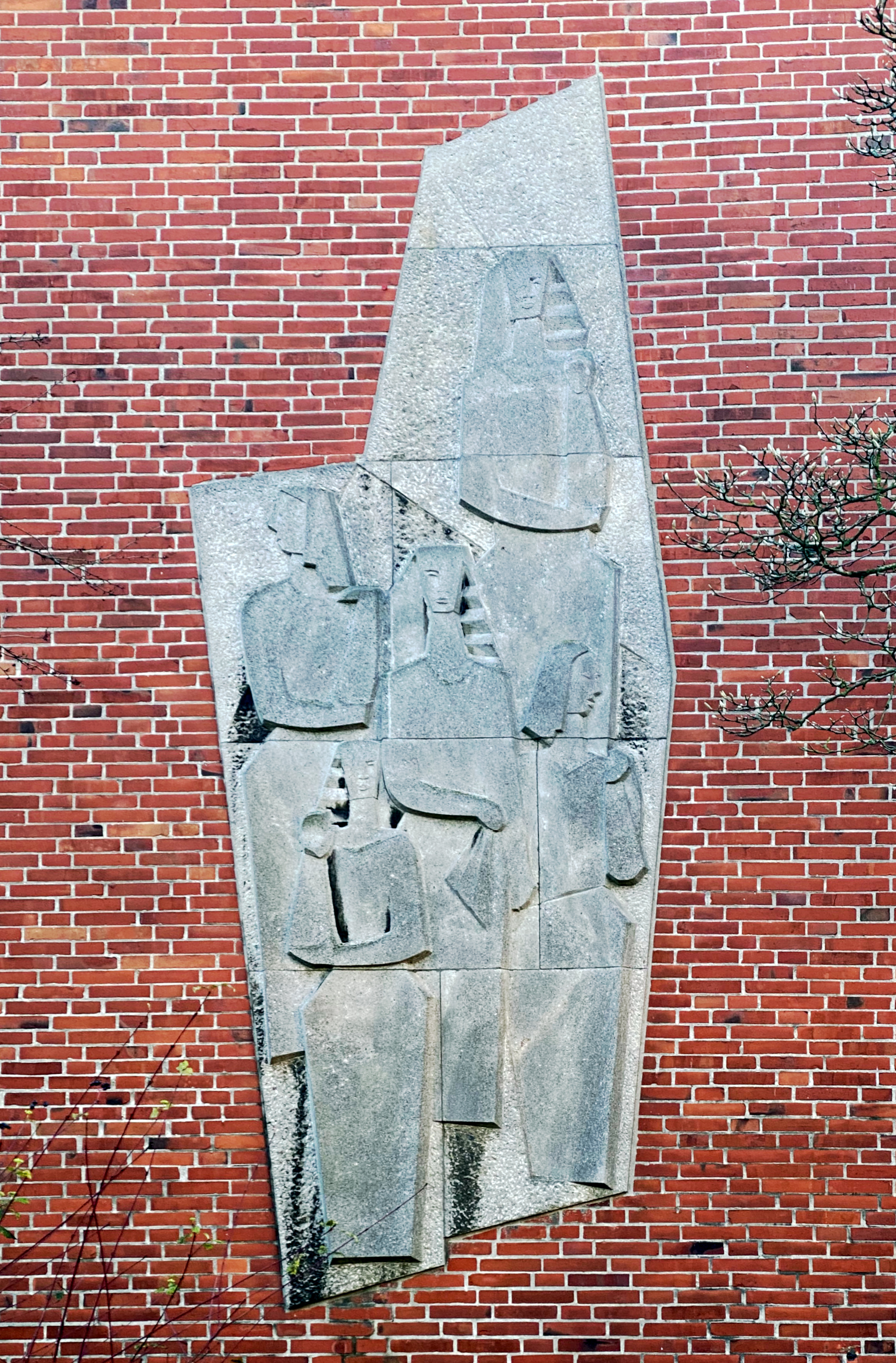
Kunst am Bau (Kurdamm)

### Wärmedämmung
Durch den fast immer fehlenden Denkmalschutz galt bei diesen Sanierungen die Energieeinsparverordnung ohne Abstriche. Das führte zu „großen Wärmedämmungspaket[en]“ und einer oft „grobschlächtige[n] Sanierung“. Die schlanken Profile der Fenster und der Pfeiler gingen oft verloren, teils wurden auch die schattengebenden Lamellen entfernt. Ein positives Gegenbeispiel ist die Sanierung des Kreuzbaus am Schierenberg, bei dem die Stahlbetonpfeiler von der Dämmung ausgenommen wurden. Diese haben nur an den Geschossdecken direkten Kontakt zum Baukörper und tragen somit wenig zum Wärmeverlust bei. Die nicht-tragenden Wände und die Fenster wurden hingegen neu aufgebaut, statt die alte Konstruktion mit einer Dämmschicht auf Holzlattung zu verpacken, wie sonst meist geschehen.
Die Gelbklinker der Originalbauten gehen in jedem Fall verloren, da die Wärmedämmschicht einen neuen Vorsatz erfordert. Am Schierenberg wurden dafür grün-weiße Glasmosaiken in den Brüstungen und schwarzer Klinker an den Stirnwänden gewählt – ein Zitat der Architektur der 1960er Jahre, aber keine Rekonstruktion. Bei einigen sanierten Kreuzbauten wurden hingegen starke Farbkontraste eingesetzt (Beltgens Garten, Stengelestraße), oft wird jedoch eine den Ausgangsmaterialien entsprechende Farbgebung angestrebt.

### Kunst am Bau
Vor und in manchen der zum Abriss vorgesehenen Kreuzbauten waren Werke von namhaften Künstlern und Künstlerinnen aufgestellt oder angebracht. Soweit diese Werke leicht demontierbar waren, wurden sie meist in andere Gebäude am Schulstandort verbracht. Plastiken vor Kreuzbauten wurden versetzt. Wandgemälde oder Fresken sind hingegen fest mit dem Bauwerk verbunden.
Im Kreuzbau des Gymnasiums Rahlstedt waren drei Wandgemälde von Eduard Bargheer von 1959 vorhanden. Der Ausbau der Bildträger mit den denkmalgeschützten Bildern wurde mit 150.000 Euro kalkuliert. 2019 wurden zwei der drei Gemälde im Atrium des Gymnasium-Neubaus angebracht, das verbleibende Bild war beim Ausbau beschädigt worden.

### Brandschutz

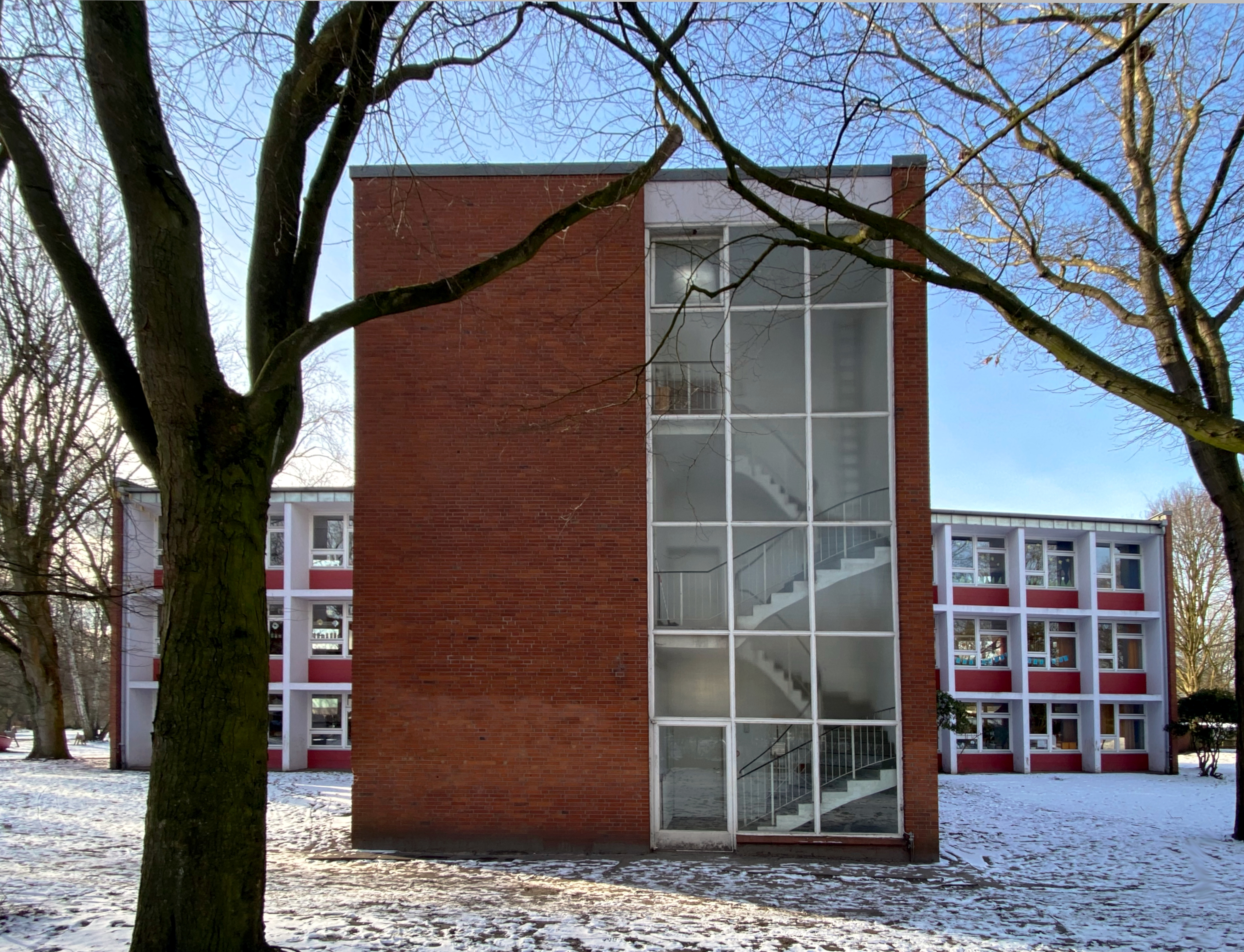
Verglastes Not-Treppenhaus (Ohkamp)

Die Kreuzbauten entsprechen trotz wiederholter Verschärfungen der Brandschutzvorschriften seit 1938 auch dem aktuellen Stand. In den Hamburger Brandschutzvorschriften für Schulbauten von 2001 wird gefordert, dass jeder Unterrichtsraum im selben Geschoss zwei voneinander unabhängige Rettungswege zu Ausgängen ins Freie oder zu notwendigen Treppenräumen haben muss. Die Länge des Rettungswegs bis zum Erreichen des Treppenraums ist auf maximal 35 m begrenzt. Da die Klassenräume 9 m lang und bis zu 8 m breit sind, ergibt sich aus der entferntesten Ecke eine Diagonale von 12 m je Klassenraum, die im ungünstigsten Fall zweimal durchschritten werden muss. Somit bleibt noch mehr als genug Rettungsweglänge für den Flucht-Verbindungsgang zwischen den Klassenräumen. Der zweite Fluchtweg in den Not-Treppenhäusern muss freigehalten werden, die sonstigen Anforderungen an Tür- und Gangbreite werden erfüllt. Wäre dies nicht der Fall gewesen, müsste man bei einer Sanierung an mindestens zwei der Flügel ein äußeres Treppenhaus anbauen, mit entsprechenden Kosten.
Die praktische Tauglichkeit des Fluchtkonzepts wurde bisher in einem Fall „erprobt“: An der Schule Eckerkoppel kam es im Kreuzbau bei laufendem Schulbetrieb zu einem Brand. Das Feuer entstand im ersten Obergeschoss des Ostflügels und setzte von dort die darüber liegende Etage und die Flachdachkonstruktion in Brand. Alle Schüler wurden evakuiert, es gab keinen Personenschaden. Zwei Klassenräume waren vollständig ausgebrannt, ein dritter Klassenraum war durch Löschwasser und Ruß stark geschädigt. Der Kreuzbau wurde in Folge abgerissen. Als Ersatz wurde nach einjähriger Planung und neunmonatiger Bauzeit ein modularer Holzbau vom Typ „Hamburger Klassenhaus“ errichtet, der auf zwei Etagen zwölf Klassen aufnimmt. Der Neubau wurde im Januar 2020 bezogen. Somit ist die nächste Phase des Serienbaus von Klassenhäusern in Hamburg eingeleitet.

## Einordnung und Bewertung
Der Kreuzbau war Teil des Versuchs, den Schulbau stark zu beschleunigen und die Flächeneffizienz gegenüber der Pavillonschule deutlich zu erhöhen, dabei aber am Ideal der „Schule im Grünen“ festzuhalten. Diese Ziele wurden teilweise erreicht, aber das Konzept der „wachsenden Schule“ konnte mit dem Bedarf an Klassenräumen nicht schritthalten. Ein ausgewogenes Verhältnis von Klassenhäusern, Gemeinschaftsgebäuden und Grünanlagen wurde selten erreicht, schon gar nicht mit Gebäuden, die demselben Stilgedanken folgten. Stattdessen weisen viele Schulstandorte in Hamburg eine Mischung von Serienbauten verschiedener Generationen und Stile auf, die sich wie Jahresringe um den Schulhof legen – beginnend mit Leichtbau-Pavillons, dann ein Kreuzbau, dazu eine Seitz-Turnhalle und Verwaltung mit Klinkerfassade, und abschließend Wabenbauten aus Beton oder eine Aufreihung von Typ-65-Riegeln.
Aus funktionaler und ästhetischer Sicht ist der Kreuzbau ein gelungener Entwurf – als Einzelgebäude. Gelobt wird das „kommunikative zentrale Treppenhaus“ und die „Qualität de[s] trapezförmigen Grundrisse[s]“ der Klassenräume, die neben dem Frontalunterricht auch anderen Formen der Gruppenarbeit einen guten Rahmen geben. Weiter wird der „großzügige Sonnenschutz“ hervorgehoben. Schließlich schaffe die „prägende Gebäudeform“ so etwas wie einen Mittelpunkt des Schulgeländes, vor allem im Vergleich zu den niedrigen Kastenformen der anderen Hamburger Serienbauten. Allerdings steht der Kreuzbau nicht allein, sondern ist Teil eines Ensembles. Der spätere Hamburger Oberbaudirektor Egbert Kossak äußerte 1961 in einem Leserbrief an eine Architekturzeitschrift eine vernichtende Kritik am „minderwertigen, schablonenhaften Schulbau“ in Hamburg: „Mit frappierender, aber widerstandsloser Monotonie werden die 'berühmten' Klassenkreuz-, Pavillon- und Turnhallenklötzchen über Hamburg verstreut. […] Hamburg […] brüstet sich mit der Massenproduktion proportionsloser Baukörper, die sich durch ihre fragwürdige modernistische Gestaltung hervortun.“
Hauptvorteil des Typenbaus war die schnelle Montage mit nur wenigen Arbeitskräften, da im Hamburg der Nachkriegszeit ein immenser Bedarf an Schulersatzbauten und -neubauten bestand, den die Bauwirtschaft nicht auf konventionellem Weg befriedigen konnte. Das Ziel der Kostensenkung gegenüber Individualentwürfen oder Massivbauten wurde hingegen nicht erreicht – dies zeigt sich im Vergleich mit den Entwürfen für Sonderschulen, die auch in der Ära Seitz von Einzelarchitekten außerhalb des Hochbauamtes ausgeführt wurden. Die im Vergleich zu heutigen Ansprüchen schlechte Wärmedämmung ergibt sich aus der zeittypischen Bauweise mit schlanken Profilen und vielen Wärmebrücken. In dieser Hinsicht ist der Kreuzbau weder besser noch schlechter als andere Bauten der Nachkriegszeit. Zumindest ist er nicht asbestbelastet, meist ist die Sanierung deutlich günstiger als ein Ersatzbau. Konstruktiv bedingt lässt sich der Kreuzbau schlecht an Neubauten anschließen. Behutsam saniert kann er ein ansprechender Solitär sein.

## Standorte
Die folgende Liste der Kreuzbauten in Hamburg erhebt keinen Anspruch auf Vollständigkeit. Legende:
- #: Nummerierung der Kreuzbauten in alphabetischer Reihung nach Namen
- Name: heutiger Nutzer des Kreuzbaus. Bei Grundschulen ist die Bezeichnung auf „Schule“ verkürzt, bei Stadtteilschulen auf „STS“
- Adresse: Straßenanschrift des Schulstandorts, mit Koordinaten verlinkt. Eine Karte mit allen Koordinaten ist am Kopf des Artikels verlinkt.
- Stadtteil: Stadtteil des Standorts des Kreuzbaus
- Bezirk: Bezirk des Standorts des Kreuzbaus
- Jahr: Baujahr des Kreuzbaus, definiert als Jahr der Abnahme.[12]
- Bild: Link auf Commons-Kategorie zum Schulstandort: „Ja“, dort gibt es Bilder der entsprechenden Kreuzbauten; „–“, keine Bilder der Kreuzbauten, aber Informationen zum Schulbau
- Anmerkungen: Bauzustand, Denkmalschutz, Sanierung. Mit „Erste Serie“ werden Kreuzbauten des Typs „K1 V1“ bezeichnet, die zwei verglaste Nottreppenhäuser aufweisen.[7]

Bei abgerissenen Kreuzbauten ist die entsprechende Zeile grau hinterlegt.
| #  | Name                               | Adresse                         | Stadtteil          | Bezirk     | Jahr | Bild | Anmerkungen |
| -- | ---------------------------------- | ------------------------------- | ------------------ | ---------- | ---- | ---- | --- |
| 1  | Adolph-Schönfelder-Schule          | Brucknerstraße 1                | Barmbek-Süd        | Nord       | 1960 | Ja   | 2018/19 saniert |
| 2  | Berufsschule Uferstraße (BS 29)    | Uferstraße 9                    | Barmbek-Süd        | Nord       | 1958 | Ja   | Erste Serie, 2009 unter Denkmalschutz gestellt                                                                      |
| 3  | Berufsschule W 7                   | Wielandstraße 9                 | Eilbek             | Wandsbek   | 1957 | –    | Abgerissen |
| 4  | Erich Kästner Schule               | An der Berner Au 12             | Farmsen-Berne      | Wandsbek   | 1959 | Ja   | |
| 5  | Fritz-Köhne-Schule                 | Marckmannstraße 61              | Rothenburgsort     | Mitte      | 1959 | Ja   | |
| 6  | Goethe-Schule Harburg              | Eißendorfer Straße 26           | Harburg            | Harburg    | 1962 | Ja   | |
| 7  | Gymnasium Bondenwald               | Bondenwald 14b                  | Niendorf           | Eimsbüttel | 1960 | Ja   | |
| 8  | Gymnasium Corveystraße             | Corveystraße 6                  | Lokstedt           | Eimsbüttel | 1963 | Ja   | 2017/19 saniert |
| 9  | Gymnasium Meiendorf                | Schierenberg 50                 | Rahlstedt          | Wandsbek   | 1960 | Ja   | 2013/14 saniert |
| 10 | Gymnasium Othmarschen              | Walderseestraße 99              | Othmarschen        | Altona     | 1960 | Ja   | Ursprünglich zur Schule Klein Flottbeker Weg                                                                        |
| 11 | Gymnasium Rahlstedt                | Scharbeutzer Straße 36          | Rahlstedt          | Wandsbek   | 1959 | –    | Abgerissen |
| 12 | HAW, ehem. Ingenieurschule         | Stiftstraße 69                  | St. Georg          | Mitte      | 1959 | Ja   | Einziges nicht für die Schulbehörde errichtetes Klassenkreuz                                                        |
| 13 | IfBQ, ehem. Schule Beltgens Garten | Beltgens Garten 25              | Hamm               | Mitte      | 1959 | Ja   | Umgebaut, 2016 saniert                                                                                              |
| 14 | Max-Schmeling-STS                  | Oktaviostraße 143               | Marienthal         | Wandsbek   | 1958 | Ja   | Erste Serie |
| 15 | Max-Traeger-Schule                 | Baumacker 10                    | Eidelstedt         | Eimsbüttel | 1963 | Ja   | |
| 16 | Rudolf-Roß-Schule                  | Kurze Straße 30                 | Neustadt           | Mitte      | 1961 | Ja   | |
| 17 | Schule Alsterredder                | Alsterredder 28                 | Sasel              | Wandsbek   | 1959 | Ja   | Stirnseiten energetisch saniert                                                                                     |
| 18 | Schule am Eichtalpark              | Walddörferstraße 243            | Wandsbek           | Wandsbek   | 1962 | Ja   | 2013 innensaniert                                                                                                   |
| 19 | Schule An der Seebek               | Fabriciusstraße 150             | Bramfeld           | Wandsbek   | 1958 | Ja   | Erste Serie |
| 20 | Schule An der Seebek               | Heinrich-Helbing-Straße 50      | Bramfeld           | Wandsbek   | 1959 | Ja   | 2014–2015 saniert                                                                                                   |
| 21 | Schule Bandwirkerstraße            | Bandwirkerstraße 56             | Wandsbek           | Wandsbek   | 1959 | Ja   | 1997/98 renoviert                                                                                                   |
| 22 | Schule bei der Katharinenkirche    | Katharinenkirchhof (Grimm 1, 7) | Hamburg-Altstadt   | Mitte      | 1957 | Ja   | Prototyp, war denkmalgeschützt, abgerissen                                                                          |
| 23 | Schule Bekassinenau                | Bekassinenau 32                 | Rahlstedt          | Wandsbek   | 1959 | Ja   | |
| 24 | Schule Eberhofweg                  | Eberhofweg 63                   | Langenhorn         | Nord       | 1960 | Ja   | |
| 25 | Schule Eckerkoppel                 | Berner Heerweg 99               | Farmsen-Berne      | Wandsbek   | 1960 | –    | 2018 ausgebrannt, dann abgerissen                                                                                   |
| 26 | Schule Fahrenkrön                  | Fahrenkrön 115                  | Bramfeld           | Wandsbek   | 1960 | Ja   | |
| 27 | Schule Fährstraße                  | Fährstraße 90                   | Wilhelmsburg       | Mitte      | 1962 | Ja   | 2016/17 saniert |
| 28 | Schule Grellkamp                   | Grellkamp 40                    | Langenhorn         | Nord       | 1957 | Ja   | Erste Serie, Schule 2014 geschlossen, 2023 abgerissen. Am Standort entsteht ein Neubau für das Gymnasium Langenhorn |
| 29 | Schule Großlohering                | Großlohering 11                 | Rahlstedt          | Wandsbek   | 1962 | Ja   | 2013–2015 saniert                                                                                                   |
| 30 | Schule Hanhoopsfeld                | Hanhoopsfeld 21                 | Wilstorf           | Harburg    | 1958 |      | Erste Serie, 2016 abgerissen, nun Neubau Lessing-STS                                                                |
| 31 | Schule Hinsbleek                   | Hinsbleek 14                    | Poppenbüttel       | Wandsbek   | 1961 | Ja   | 2012/13 saniert, Lifteinbau                                                                                         |
| 32 | Schule Hohe Landwehr               | Hohe Landwehr 19                | Hamm               | Mitte      | 1958 | Ja   | Erste Serie, 2010 saniert                                                                                           |
| 33 | Schule Horn                        | Rhiemsweg 61                    | Horn               | Mitte      | 1958 | Ja   | Erste Serie |
| 34 | Schule Humboldtstraße              | Humboldtstraße 30               | Barmbek-Süd        | Nord       | 1960 | Ja   | |
| 35 | Schule Ifflandstraße               | Ifflandstraße 30                | Hohenfelde         | Nord       | 1960 |      | 2012 abgerissen |
| 36 | Schule Karlshöhe                   | Thomas-Mann-Straße 2            | Bramfeld           | Wandsbek   | 1961 | Ja   | Nach 2009 saniert                                                                                                   |
| 37 | Schule Königstraße                 | Struenseestraße 20              | Altona-Altstadt    | Altona     | 1960 | Ja   | 2019–2020 abgerissen                                                                                                |
| 38 | Schule Königstraße                 | Struenseestraße 20              | Altona-Altstadt    | Altona     | 1960 | Ja   | 2019–2020 abgerissen                                                                                                |
| 39 | Schule Krohnstieg                  | Krohnstieg 107                  | Langenhorn         | Nord       | 1963 | Ja   | |
| 40 | Schule Langbargheide               | Langbargheide 40                | Lurup              | Altona     | 1958 | Ja   | Erste Serie |
| 41 | Schule Marienthal                  | Schimmelmannstraße 70           | Marienthal         | Wandsbek   | 1961 | Ja   | |
| 42 | Schule Mendelstraße                | Mendelstraße 6                  | Lohbrügge          | Bergedorf  | 1963 | Ja   | Sanierung ab 2020 geplant                                                                                           |
| 43 | Schule Neubergerweg                | Neubergerweg 2                  | Langenhorn         | Nord       | 1960 | Ja   | |
| 44 | Schule Neugraben                   | Francoper Straße 32             | Neugraben-Fischbek | Harburg    | 1961 | Ja   | Soll abgerissen werden                                                                                              |
| 45 | Schule Ohkamp                      | Ohkampring 13                   | Fuhslbüttel        | Nord       | 1958 | Ja   | Erste Serie |
| 46 | Schule Potsdamer Straße            | Potsdamer Straße 6              | Rahlstedt          | Wandsbek   | 1962 | Ja   | |
| 47 | Schule Richardstraße               | Richardstraße 85                | Eilbek             | Wandsbek   | 1960 |      | 2018 abgerissen |
| 48 | Schule Rungwisch                   | Rungwisch 23                    | Eidelstedt         | Eimsbüttel | 1962 | Ja   | |
| 49 | Schule Sander Straße               | Sander Straße 11                | Bergedorf          | Bergedorf  | 1962 | Ja   | Sanierung bis 2022 geplant                                                                                          |
| 50 | Schule Schenefelder Landstraße     | Schenefelder Landstraße 206     | Iserbrook          | Altona     | 1963 | Ja   | 2011–2012 umgebaut                                                                                                  |
| 51 | Schule Stengelestraße              | Stengelestraße 38               | Horn               | Mitte      | 1958 | Ja   | Erste Serie, 2008–2012 saniert                                                                                      |
| 52 | Schule Stephanstraße               | Stephanstraße 15                | Wandsbek           | Wandsbek   | 1963 |      | Abgerissen |
| 53 | Schule Stockflethweg               | Stockflethweg 160               | Langenhorn         | Nord       | 1961 | Ja   | |
| 54 | Schule Surenland                   | Bramfelder Weg 121              | Farmsen-Berne      | Wandsbek   | 1957 | Ja   | Erste Serie, 2011 saniert                                                                                           |
| 55 | Schule Tonndorf                    | Rahlaukamp 1                    | Tonndorf           | Wandsbek   | 1961 | Ja   | 2020 saniert |
| 56 | Schule Turmweg                     | Turmweg 33                      | Rotherbaum         | Eimsbüttel | 1962 | Ja   | |
| 57 | Schule Wesperloh                   | Wesperloh 19                    | Osdorf             | Altona     | 1961 | Ja   | denkmalgeschützt, 2016 saniert                                                                                      |
| 58 | Schule Wielandstraße               | Wielandstraße 9                 | Eilbek             | Wandsbek   | 1957 |      | 2012/13 abgerissen                                                                                                  |
| 59 | Schule Windmühlenweg               | Windmühlenweg 17                | Groß Flottbek      | Altona     | 1961 | Ja   | |
| 60 | Sprachheilschule Wilhelmsburg      | Kurdamm 8                       | Wilhelmsburg       | Mitte      | 1960 | Ja   | Zweigeschossig, Leerstand                                                                                           |
| 61 | Sprachheilschule Wilhelmsburg      | Kurdamm 8                       | Wilhelmsburg       | Mitte      | 1960 | Ja   | Zweigeschossig, Leerstand                                                                                           |
| 62 | STS Helmuth Hübener                | Benzenbergweg 2                 | Barmbek-Nord       | Nord       | 1959 | Ja   | 2007 Herstellung Brandsicherheit                                                                                    |
| 63 | STS Horn                           | Horner Weg 89                   | Horn               | Mitte      | 1961 | Ja   | 2015 saniert |
| 64 | STS Lurup                          | Vermoor 4                       | Lurup              | Altona     | 1962 | Ja   | 2017/18 saniert |
| 65 | STS Öjendorf                       | Öjendorfer Höhe 12              | Billstedt          | Mitte      | 1958 | Ja   | Erste Serie |
| 66 | STS Wilhelmsburg                   | Perlstieg 1                     | Wilhelmsburg       | Mitte      | 1958 | Ja   | Erste Serie, 2016 bis 2019 saniert                                                                                  |
| 67 | Westerschule Finkenwerder          | Finkenwerder Landscheideweg 180 | Finkenwerder       | Mitte      | 1962 | Ja   | |